# Alcoi
Alcoi (oficialment Alcoi/Alcoy) és una ciutat de País Valencià, capital de la comarca de l'Alcoià i cap de partit judicial. És la sisena ciutat més poblada de la província d'Alacant malgrat la seua orografia. És al nord de la província d'Alacant i forma part de les Comarques Centrals.
| Bocairent                     | Cocentaina Bocairent               | Cocentaina                         |
| Banyeres de Mariola Bocairent |                                    | Cocentaina Penàguila               |
| Ibi Onil                      | La Torre de les Maçanes Xixona Ibi | Benifallim La Torre de les Maçanes |

El seu terme municipal limita amb la província de València pel terme municipal de Bocairent, a la serra de Mariola, i amb els termes municipals de Banyeres de Mariola, Benifallim, Bocairent, Cocentaina, Ibi, Onil, Penàguila, la Torre de les Maçanes i Xixona.
Fundada el 17 de maig de 1256 per a controlar la ruta d'Alacant a Xàtiva i de Villena a Cocentaina, la ciutat va ser pionera en la Revolució Industrial en la Comunitat Valenciana dins els sectors tèxtil, paperer i metal·lúrgic. El nucli antic d'Alcoi és herència de l'urbanisme que es va desenrotllar  durant la segona mitat del segle xix i principis del sigle xx, si bé les seues cases i carrers estan condicionats per actuacions anteriors. Al llarg de les darreres dècades, s'ha anat diversificant el sector servicis i un nouvingut turisme d'interior.

## Història

### Etimologia i grafia

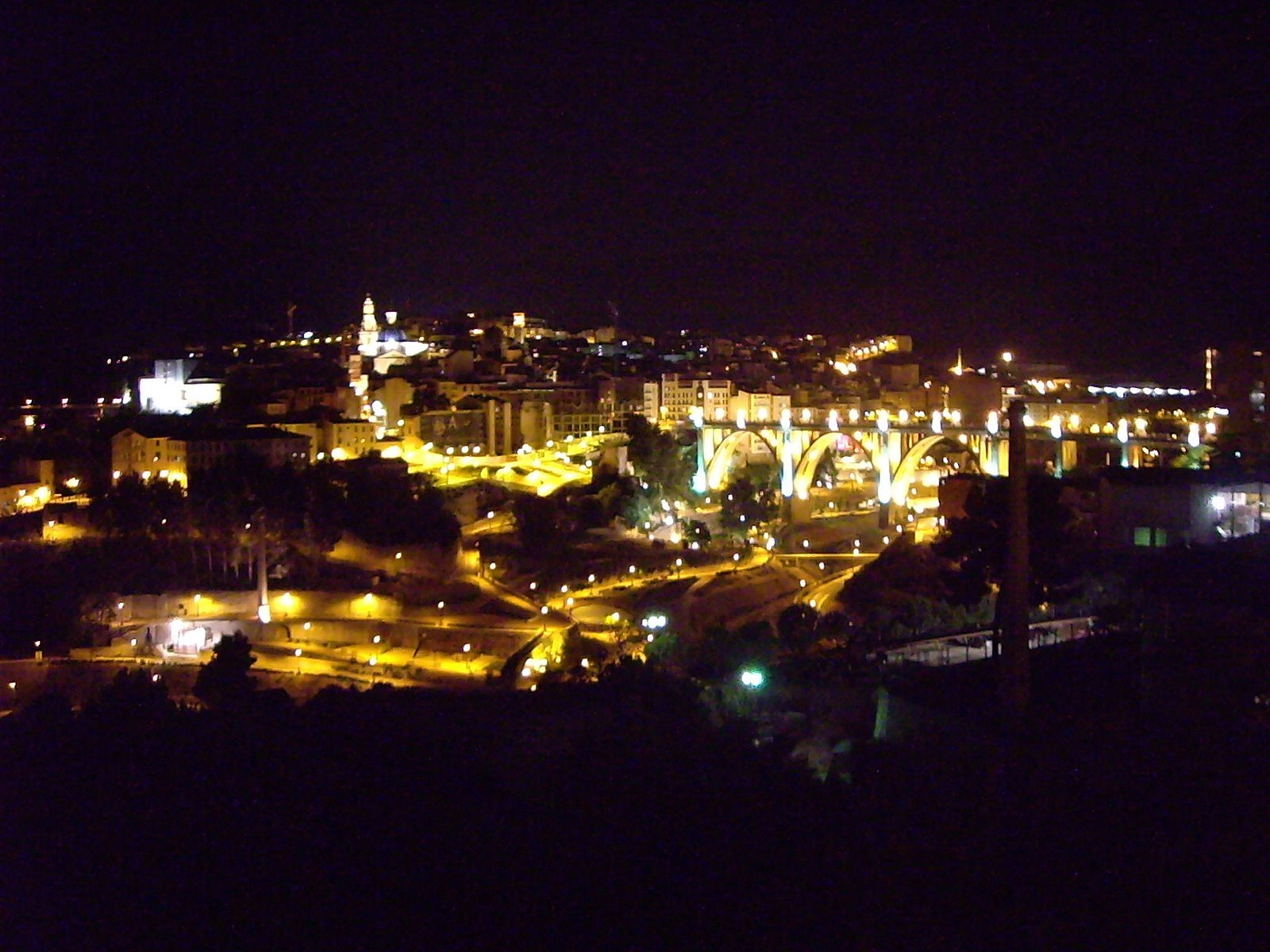
Vista nocturna de la llera del riu Riquer, del qual naix el riu Serpis o riu d'Alcoi, al seu pas per la ciutat.

El document més antic que fa referència al topònim Alcoi és el Llibre del Repartiment de 1248, que anomena el riu Serpis Alchoy: "Inter rivum de Alchoy et rivum de Colzentaina". L'origen de la seua etimologia no està ben definit; hi ha tres possibilitats: Coromines defén l'origen àrab i creu que prové d'al-qaui, que vol dir 'el fort', 'el ric', 'el poblat'. No obstant això, l'arabista Carme Barceló Torres apunta que en aquests casos s'utilitza el gènere femení; per tant, es diria al-qaw-wíyya, i la seua transcripció al llatí seria Alcavia o Alcovia. Tant el diccionari Alcover-Moll com el filòleg Enric Moreu-Rey apunten la possibilitat de la seua procedència llatina al vincular collis, 'coll', amb l'article àrab al-: Alcollis. La tercera opció és la procedència ibèrica, defensada per Remigio Vicedo, Juan Faus i Josep Tormo entre d'altres. Joan Antoni Sempere proposa que és el resultat de la combinació d'ILI i CUGI, Ilicugi, que voldria dir "camp del poble".
Quant a la grafia, entre els segles xiii i xvi apareix escrit tant amb la forma Alcoy com Alchoy. Més tard, al segle xvii, es comença a emprar majoritàriament la forma Alcoy però també apareixen de manera esporàdica les formes Alcoi i Alcodii, que és una reconstrucció llatinista dels escrivans. Després de la desfeta d'Almansa, el règim borbònic imposa l'ús del castellà en la documentació oficial als territoris del Regne de València, i el 1815, amb la fixació de l'ús actual de les grafies y/i en castellà, es reforçà l'ús del topònim Alcoy. Avui en dia, en català Alcoi s'escriu amb i llatina, adaptant-lo a les normes de Castelló de 1932; l'ús d'aquesta forma es generalitzà a finals dels anys setanta i de la dècada dels vuitanta. Un dels primers erudits que usa la forma Alcoi és l'arqueòleg Camil Visedo Moltó (1876-1958) en "Un enterrament prehistòric al barranc del Cinc (Alcoi)", edició de l'any 1937 de l'Institut d'Estudis Valencians.

### Alcoi en la història

Plànol d'Alcoi, raval i barri vell

Al terme municipal s'hi troben diversos testimonis prehistòrics; un dels més antics és el jaciment mosterià del Salt. A les muntanyes situades al voltant de la població hi va haver poblament d'altura ibèric, així com petits assentaments rurals ibers i romans. A la zona es trobaven diverses alqueries sarraïnes disperses, dins i fora de l'actual nucli urbà, dependents de l'enclavament fortificat del Castellar, sota el control polític de la Taifa de Dénia.
És el 17 de maig de 1256 quan Eiximén Pérez d'Arenós, lloctinent i procurador de Jaume I, va promulgar la carta de poblament d'Alcoi a Xàtiva. La vila va anar creixent darrere el seu recinte emmurallat i les alqueries musulmanes de la zona van desaparèixer quasi immediatament fins a quedar tan sols les de Barxell i Xirillent, a les terres altes, controlades pel castell de Barxell. La seua fundació responia a la voluntat de controlar la ruta d'Alacant, Regne de Castella en aquells temps, a Xàtiva i de Villena a Cocentaina, així com la propera frontera amb Castella.
Tal com es va demostrar el juny de 2002, per part de l'investigador Enrique S. Ribelles, l'atac a la ciutat d'Alcoi de les tropes benimerines comandades pel cabdill Al-Azraq es va produir el 5 de maig de 1276. Investigadors com Ricard Bañó i Armiñana o Josep Torró van determinar que Al-Azraq va realitzar conjuntament amb les tropes benimerines un primer atac a un lloc indeterminat d'Alcoi. A aquest primer atac va morir Al-Azraq i les tropes musulmanes es van retirar direcció al sud i van esperar a les tropes cristianes a la Canal -actual zona del Puig-, ja que les tropes defensores, en veure mort Al-Azraq i retirar-se els moros van perdre la cautela i van eixir en persecució de les tropes sarraïnes segons es relata al Registre de Cancilleria del Rei Jaume I. Els musulmans esperant-los a la Canal els van fer una emboscada i va ser quan els cristians varen ser totalment derrotats.
Els cavallers musulmans a ordre d'Al-Azraq muntaven en cavalls amb estreps curts, cavalcaven quasi agenollats i els rossins anaven lliures d'armadura el que els donava major agilitat i rapidesa que no els genets i cavalls cristians que anaven, en la seua majoria, protegits amb cota de malla i metalls i que provocaven que foren genets lents i maldestres.
Actualment la commemoració d'aquesta batalla se celebra, tradicionalment, els dies 22, 23 i 24 d'abril, i s'evoca que, segons la tradició, en el moment clau de la batalla va aparèixer la figura de Sant Jordi a lloms d'un cavall sobre les muralles de la ciutat i que la seua figura va decidir el resultat de la Batalla. Aquesta adoració alcoiana a Sant Jordi prové, amb tota seguretat, pel fet que els repobladors d''Alcoi foren d'origen català, concretament de terres lleidatanes. Territori, el català, que tradicionalment professa una gran estima a la figura de Sant Jordi.
Pere III el Cerimoniós va atorgar Alcoi a Roger de Llúria. Sota el seu senyoratge, als segles xiii i xiv començaren a prosperar les agrupacions tèxtils gremials. El desenvolupament de la manufactura de la llana va atraure gent de la rodalia a instal·lar-se a Alcoi. Alfons el Magnànim la va incorporar a la Corona d'Aragó el 1447.
La ciutat fou afectada per l'expulsió dels moriscos el 1609, que s'hi varen resistir radicalment. També foren greus les repercussions de la segona Germania al segle xvii. Durant la guerra de Successió espanyola Alcoi es posà al costat dels Àustries i fou ocupada el 1708 després d'un llarg setge del marquès d'Asfeld. Com a resultat, el comandant dels maulets, Francesc Perera, hi fou executat. En la guerra del Francés, el general anglés aliat Wittingham hi derrotà les tropes napoleòniques.
Durant la primera meitat del segle xix començà un fort desenvolupament industrial fins que la ciutat va esdevenir escenari d'importants moviments obrers. L'exemple més clar és l'atac luddita de 1821, en què més d'un miler de camperols i jornalers dels pobles veïns que cardaven i filaven llana a les seues cases van assaltar la ciutat i van destruir 17 màquines, la primera acció d'aquest tipus en tot el territori espanyol. En 1844 la vila va rebre el títol de leal ciudad, atorgat per la reina Isabel II d'Espanya, per la seua lleialtat durant la Primera Guerra Carlina. Entre 1873 i 1876 va viure episodis revolucionaris (la revolució del Petroli) i els obrers arribaren a dominar la ciutat el juliol de 1873 en el decurs d'una vaga general iniciada per reclamacions salarials que va esdevenir un veritable motí contra l'alcalde Agustí Albors (Pelletes). Els obrers s'apoderaren de l'edifici municipal, Albors va morir i durant tres dies la ciutat va ser governada per un Comitè de Salut Pública revolucionari presidit per Severino Albarracín. Finalment intervingué l'exèrcit i la ciutat fou ocupada militarment.
La industrialització va donar lloc a la formació fora del nucli antic de la població de barris obrers perifèrics com Santa Rosa i l'eixample, al voltant de la carretera Alcoi-Xàtiva, i més tard el Viaducte, la Zona Nord i Batoi.
Durant la dictadura de Primo de Rivera, la Segona República i la Guerra Civil, fou una plaça forta del socialisme i l'anarcosindicalisme.
A partir dels anys 1950 la ciutat va atraure una immigració important. A les indústries tèxtil, paperera i metal·lúrgica es va unir l'alimentària (dolços, licors, olives farcides) i més avant la perfumera.

## Medi físic
Alcoi està situada en una vall, la foia d'Alcoi, envoltada de muntanyes que oscil·len dels 1.000 als 1.300 metres. Situada en la conjunció dels rius Polop, Barxell o Riquer, Uxola, Benissaidó i Molinar, el Serpis o riu d'Alcoi pren el seu nom a l'eixida de la ciutat.
Dintre de la ciutat es formen una sèrie de valls molt estretes situades prop dels 500 metres d'altura, que fan que se la conegui com "la Ciutat dels Ponts". Geogràficament es troba completament aïllada de les zones de costa properes.

### Geologia
El territori està format per materials calcaris o carbonatats (calcàries, dolomies i margues). Les dues primeres componen la majoria de les serres del municipi, datades del Cretaci i el Paleogen, amb algun aflorament d'algeps i argiles de color rogenc del Triàsic. Gràcies a aquesta composició el terme municipal es troba esguitat de fonts (la Salut, Xorrador, Quinzet, Regadiu, Vicari, Barxell, Molinar, Font Roja, etc.). Les valls estan ocupades per margues del Miocé de centenars de metres de grossària en alguns punts.

### Clima
Alcoi presenta un clima mediterrani amb un lleuger matís continental per la relativa altura mitjana existent, de 450 a 600 metres en el nucli urbà i de 450 a 1350 metres al terme municipal. Es caracteritza per tindre un hivern fred: 7,5 °C de mitjana al gener i 25 dies de gelada als punts de més alçada; ocasionalment es presenten precipitacions en forma de neu als cims i en menor grau a la ciutat. A l'estiu es registra una temperatura mitjana de 23,5 °C i màximes al juliol i l'agost de 43 °C.
La temperatura mitjana anual a Alcoi és de 14,6 °C i el nombre d'hores de sol és de 2.600 a l'any, un dels valors més baixos de la província. La pluviometria és variable; habitualment s'hi assoleixen entre 350 i 850 mm, amb un valor màxim de 1.120 mm en 1986 i un mínim de 209 mm en 1952. La mitjana de dies de pluja és de 55,5 dies, i les pluges torrencials són un fenomen habitual a la zona.

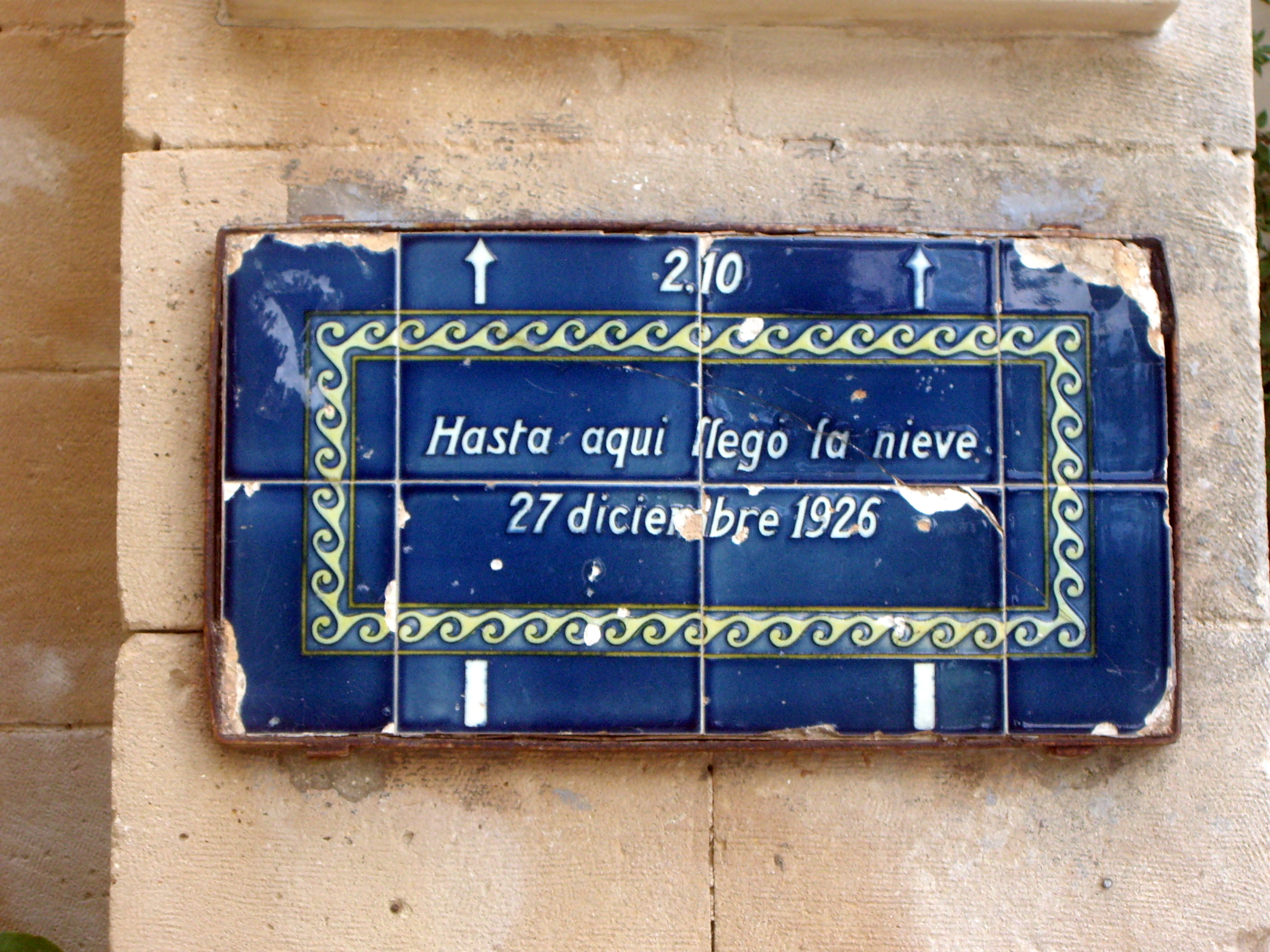
2,10m Fins ací va arribar la neu 27 de desembre de 1926. Ermita de la Font Roja

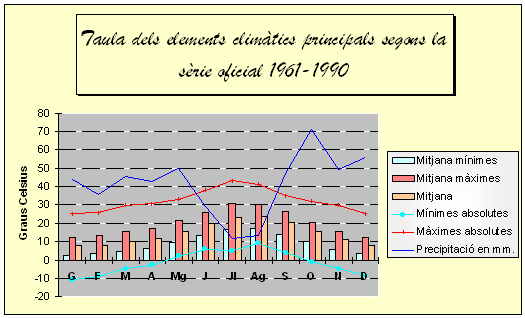
Taula dels elements climàtics principals segons la sèrie oficial 1961-1990

### Muntanyes

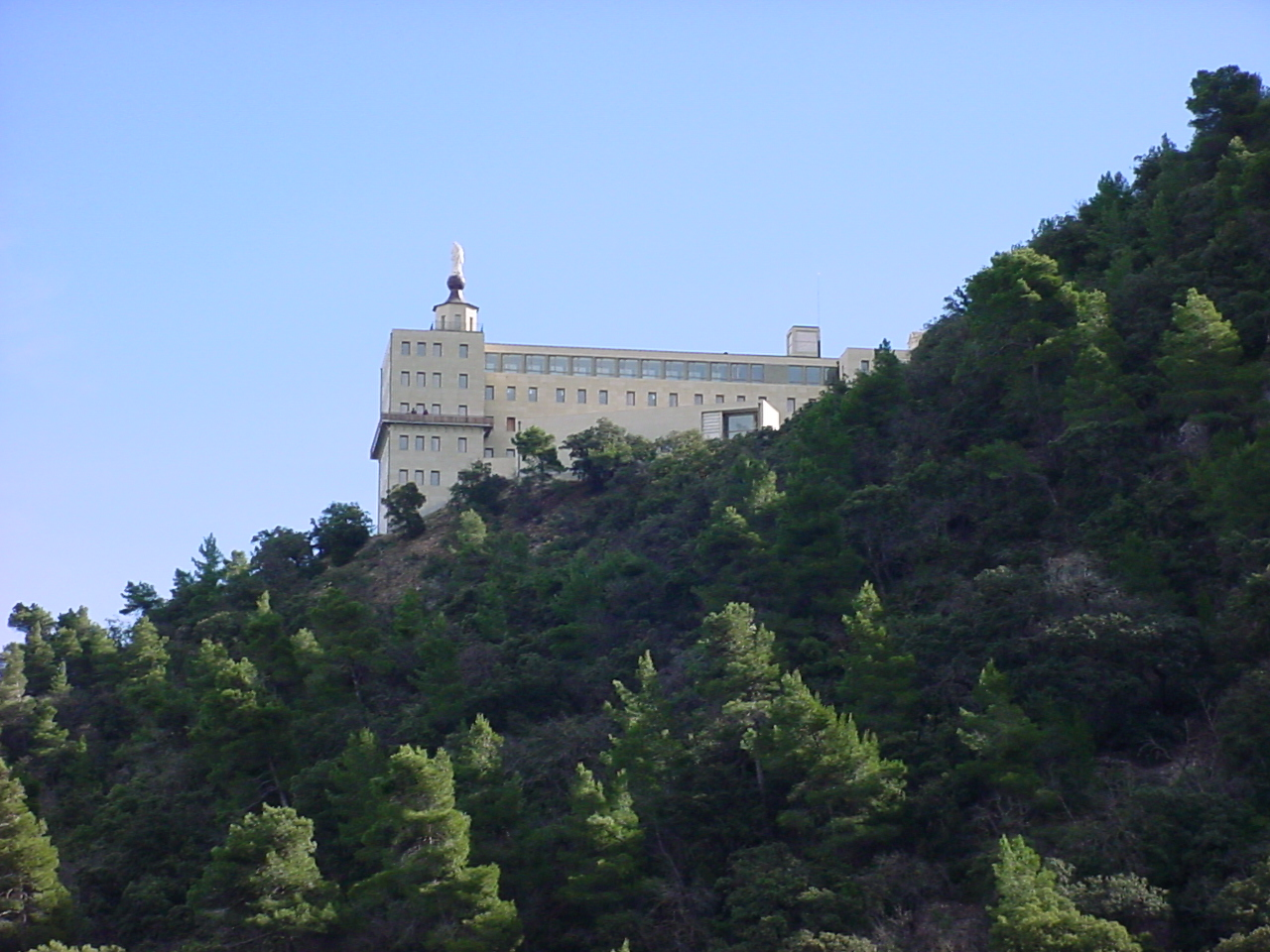
Santuari de la Font Roja

La ciutat està envoltada per les muntanyes següents: les ombries del Menejador, al carrascar de la Font Roja (1.352 m); la serra dels Plans, a la Carrasqueta (1.330 m); el Biscoi (1.162 m) i l'Ull del Moro (1.051 m), a la Serreta, junt amb la solana de la serra de Mariola (1.131 m als Talecons); l'alt de les Pedreres (1.057 m); Sant Cristòfol (920 m), i el Castellar, amb 870 metres
El contrapunt a les muntanyes són les valls, que alternen amb aquestes (Polop, Barxell, la Canal, la Rambla, Regadiu, Molinar, etc.) i confluïxen al barranc central que partix Alcoi en dos.
Al terme municipal predominen els pendents entre el 7-15% i el 15-30% en piemonts i vessants intermedis. A la part culminant de les serres, escorrancades i barrancs, fins i tot dins la ciutat, els pendents sobrepassen el 30%. Per la seua situació, la població és ideal per la pràctica del senderisme.

### Flora i fauna

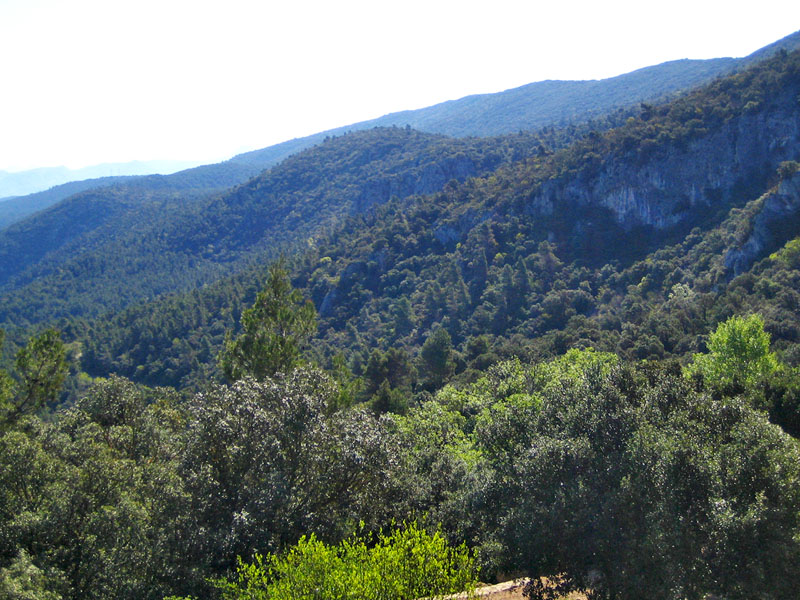
Carrascar de la Font Roja.

La vegetació conserva restes del bosc autòcton mediterrani, principalment al carrascar de la Font Roja, amb exemplars arboris d'alzines (Quercus ilex), teixos (Taxus baccata), aurons (Acer granatense), freixes (Fraxinus ornus), galers (Quercus faginea), roures, moixeres (Sorbus torminalis), i arbustives com el ginebre (Juniperus communis), el marfull (Viburnum tinus) i les violetes (Viola odorata). El bosc primigeni està dominat per la carrasca (Quercus ilex rotundifolia), un estrat molt ric en matolls i lianes, i una vasta varietat d'herbes aromàtiques. En altres masses forestals de repoblació predominen les pinedes, amb la presència del pi blanc (Pinus halepensis) en detriment del pi pinyoner (Pinus pinnea) i del pinastre (Pinus pinaster); els pins suposen el 85% del total dels boscos.
La Font Roja ja estava protegida per les lleis en el segle xvi. La zona presenta una forta resistència a la desertificació i a l'erosió malgrat la seua proximitat a zones completament desertificades de la província d'Alacant i de les pluges torrencials típiques de la zona. El perill més gran són els incendis forestals, per la qual cosa tot el terme municipal disposa de mitjans de prevenció de la Conselleria de Medi Ambient, Aigua, Urbanisme i Habitatge. L'especulació urbanística és una amenaça recurrent.
Dins la ciutat i la Font Roja es poden veure exemplars d'oms amb senyals de resistència a la grafiosi, amb rebrots en èpoques de pluja i temperatures poc extremes. Es conserven alguns boscos de ribera per tot el terme; la majoria són xopades o salzedes.
La fauna manté al terme municipal un grau de diversitat destacat gràcies als boscos amb molta presència d'invertebrats, rèptils i aus. S'ha de destacar la presència d'àguiles de panxa blanca i de brufolde. També hi són presents genetes, gats salvatges, sargantanes de cua llarga o fardatxos ocel·lats, colobres bastardes, serps llises, d'aigua, etc. Hi abunda el porc senglar i també és destacable la població de voltors.

## Infraestructures

### Educatives

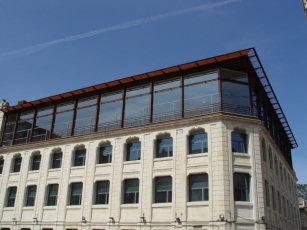
EPSA. Edifici Carbonell

A la ciutat hi ha cinc escoles infantils, tres de les quals municipals (l'Escola Infantil Batoi, l'Escola Infantil Jesuset del Miracle i l'Escola Infantil Zona Nord); una, de la Conselleria (l'Escola Infantil el Partidor), i una de concertada (l'Escola Infantil el Salvador).
També hi ha quatre centres públics d'educació primària (el Romeral, l'Horta Major, el Miguel Hernández i el Sant Vicent) i quatre de secundària (l'IES Andreu Sempere, l'IES Batoi, l'IES Cotes Baixes i l'IES Pare Eduard Vitòria).
Quant a centres concertats de primària i secundària, hi ha el Josep Arnauda, la Presentació, la Salle, les Esclaves SCJ, el Santa Anna, el Salesià Joan XXIII, el Salesià Sant Vicent Ferrer, el Sant Roc Primària, el Sant Roc Secundària i el col·legi Sant Vicent de Paül.
Altres ofertes educatives són l'Escola de Belles Arts, el Servei de Formació del Professorat (CEFIRE), el Conservatori Elemental de Dansa, el Conservatori de Música Joan Cantó, l'Escola d'Art Superior de Disseny, l'Escola Oficial d'Idiomes, l'EPA Orosia Silvestre per adults, l'Escola Politècnica Superior d'Alcoi (EPSA) de la Universitat Politècnica de València, la Residència Comarcal El Teix, el Servei Psicopedagògic Escolar (SPE) i el centre Tomàs Llàcer d'educació especial.

#### La Residència Comarcal El Teix

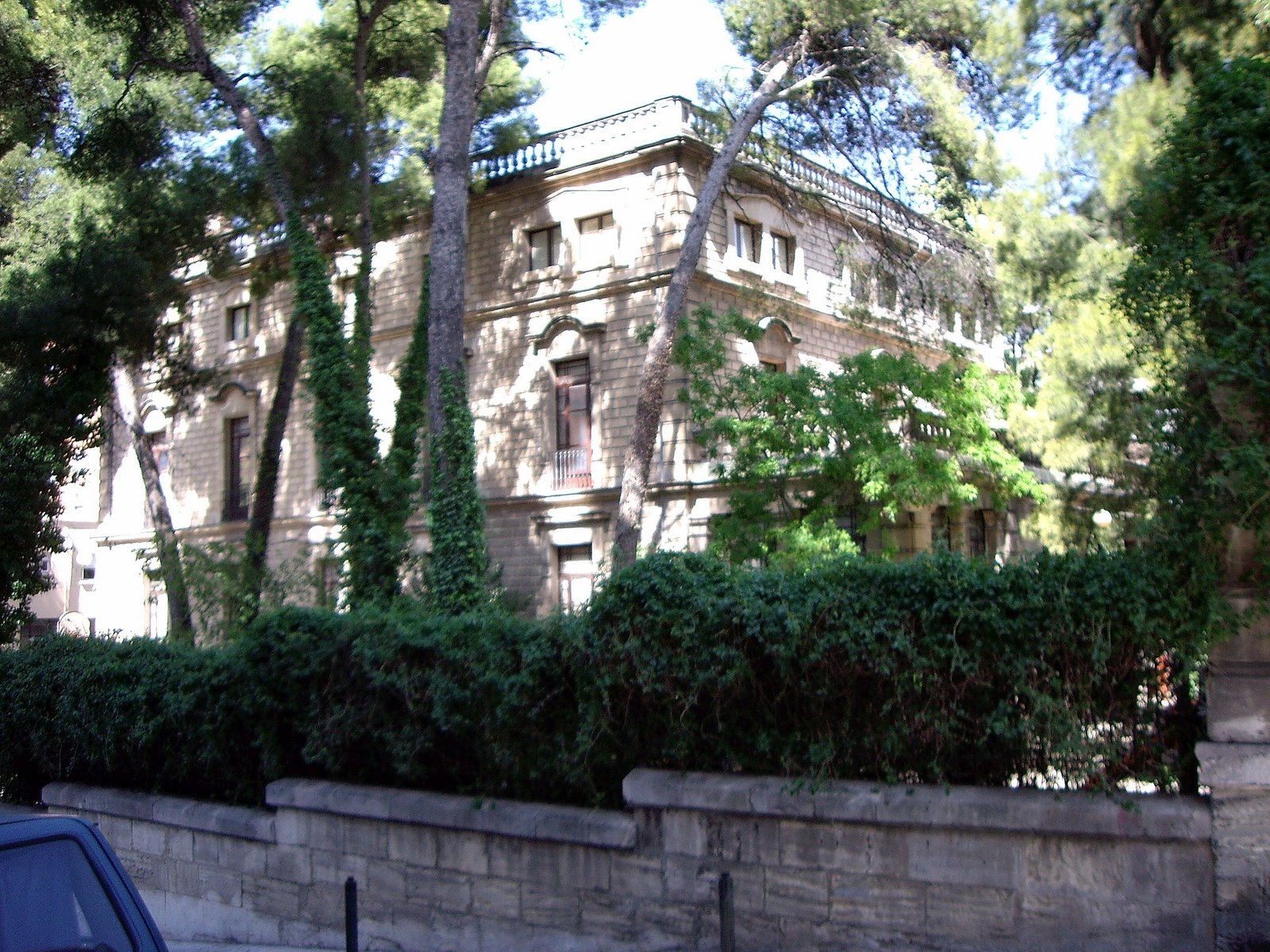
La Residència Comarcal El Teix

La Residència Comarcal El Teix atén xiquets i adolescents amb problemes familiars greus. Amb les primeries del segle xx, l'industrial alcoià Carlos Pérez va construir l'edifici, conegut en el seu moment com a xalet de Carlos Pérez. Després de la Guerra Civil espanyola va passar a ser una llar escola que, amb el nom de la Mare de Déu del Miracle, atenia cent xiquetes amb dificultats familiars. El centre va pertànyer inicialment a l'auxili social. En aquella època es va fer famós l'apel·latiu de la Gota de la Leche. El 1982 es va transferir a la Generalitat Valenciana, i es va encarregar la seua gestió a la Direcció General de Servicis Socials de la Conselleria de Benestar Social.

#### L'Escola Politècnica Superior d'Alcoi
La Universitat Politècnica de València està representada per l'Escola Politècnica Superior d'Alcoi; de les seues instal·lacions destaquen tres edificis emblemàtics a la ciutat: l'edifici Viaducte, l'edifici Carbonell i l'edifici Ferrándiz.
L'edifici Viaducte era un antic hospital construït pocs mesos després de l'inici de la guerra. Tant a Noruega com a Suècia es van constituir comitès d'ajuda a Espanya impulsats per organitzacions socials i polítiques de variada naturalesa, generalment progressista, que van recaptar fons monetaris per oferir ajuda humanitària al poble espanyol. Gràcies a esta recaptació popular va ser possible l'ajuda humanitària escandinava, que a la primavera de 1937 va crear a Alcoi l'Hospital Suec-Noruec.
L'any 2006, l'EPSA, després d'una completa rehabilitació, va inaugurar el seu nou edifici Carbonell, cosa que consolidava el campus d'Alcoi, junt amb l'edifici Ferrándiz, que antigament acollia unes fàbriques tèxtils. La UPV té plans de construir una zona esportiva i altres serveis universitaris per complementar l'oferta d'aquests dos edificis.

### Sanitàries

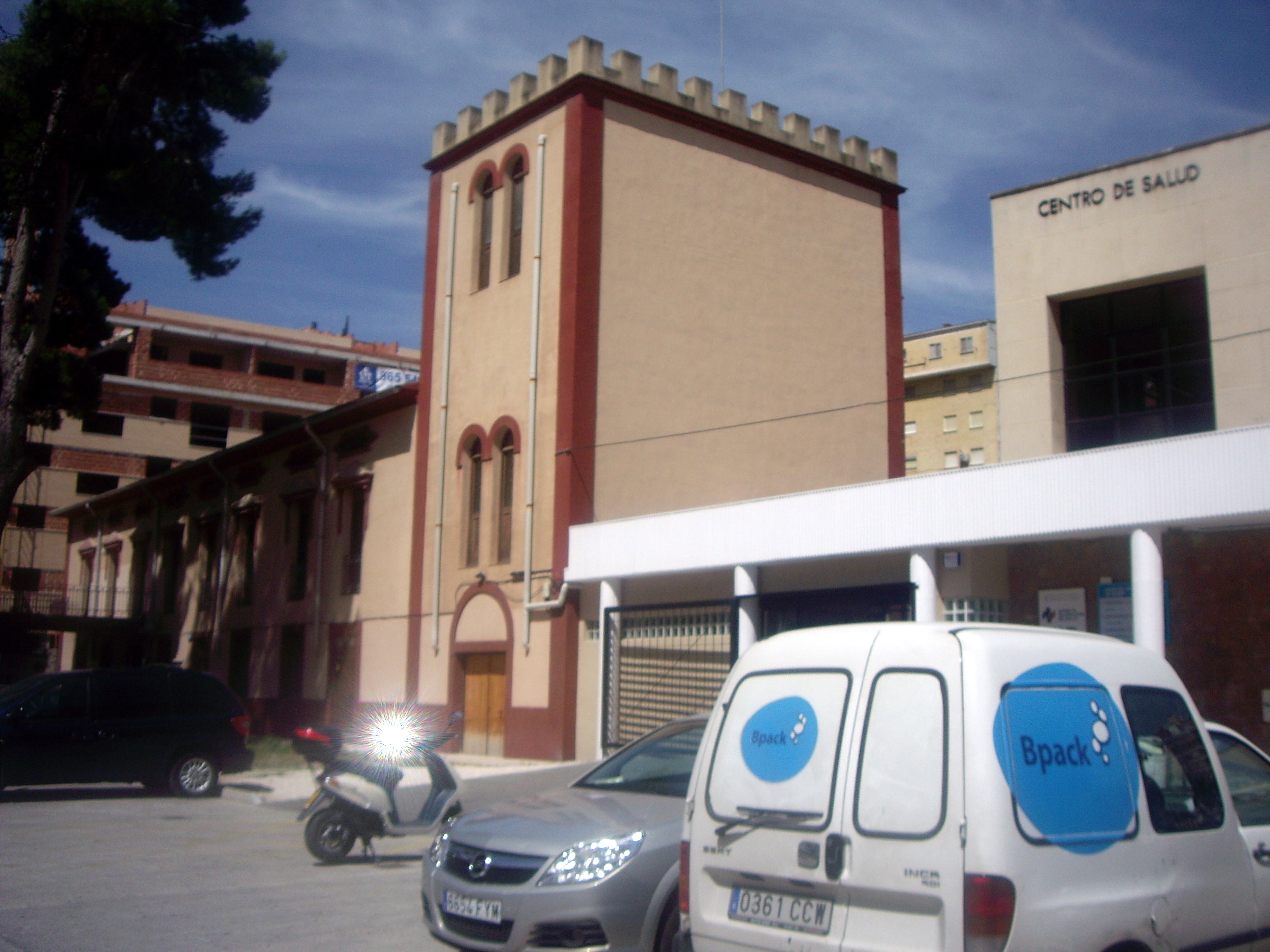
Centre de salut La Bassa.

La ciutat té cinc centres de salut: el Centre Comarcal de Salut, el centre d'atenció pediàtrica, el centre de salut La Bassa, el centre de salut La Fàbrica i el centre de salut La Plaça, que acull el centre de salut sexual i reproductiva. També hi ha dos hospitals (l'Hospital Preventori, a Sant Cristòfol, a la serra de Mariola), i el Verge dels Lliris), instal·lacions de la Creu Roja, una unitat d'alcoholisme i una unitat d'emergències del SAMU 112.

### Esportives
| - Poliesportiu municipal Francisco Laporta. - Poliesportiu municipal de Caramanxel Juan Agudo Garat. - Àrea municipal d'escalada. - Camp Municipal del Collao. - Complex esportiu municipal Eduardo Latorre. - Piscina municipal José Trenzano Alós. - Piscina de Batoi. - Piscina de Caramanxel Juan Agudo Garat. - Piscina de Sant Vicent de Paül. - Àrees Municipals - Àrea Municipal de BMX. - Àrea Municipal de Skate. | - Instal·lacions amb convenis - Pavelló del col·legi dels Germans de la Salle. - Pavelló del col·legi Sant Vicent de Paül. - Pavelló de l'IES Cotes Baixes. - Altres àrees esportives - Àrea esportiva del Camí. - Àrea esportiva del Romeral. - Via verda. - Àrea de Petanca. |

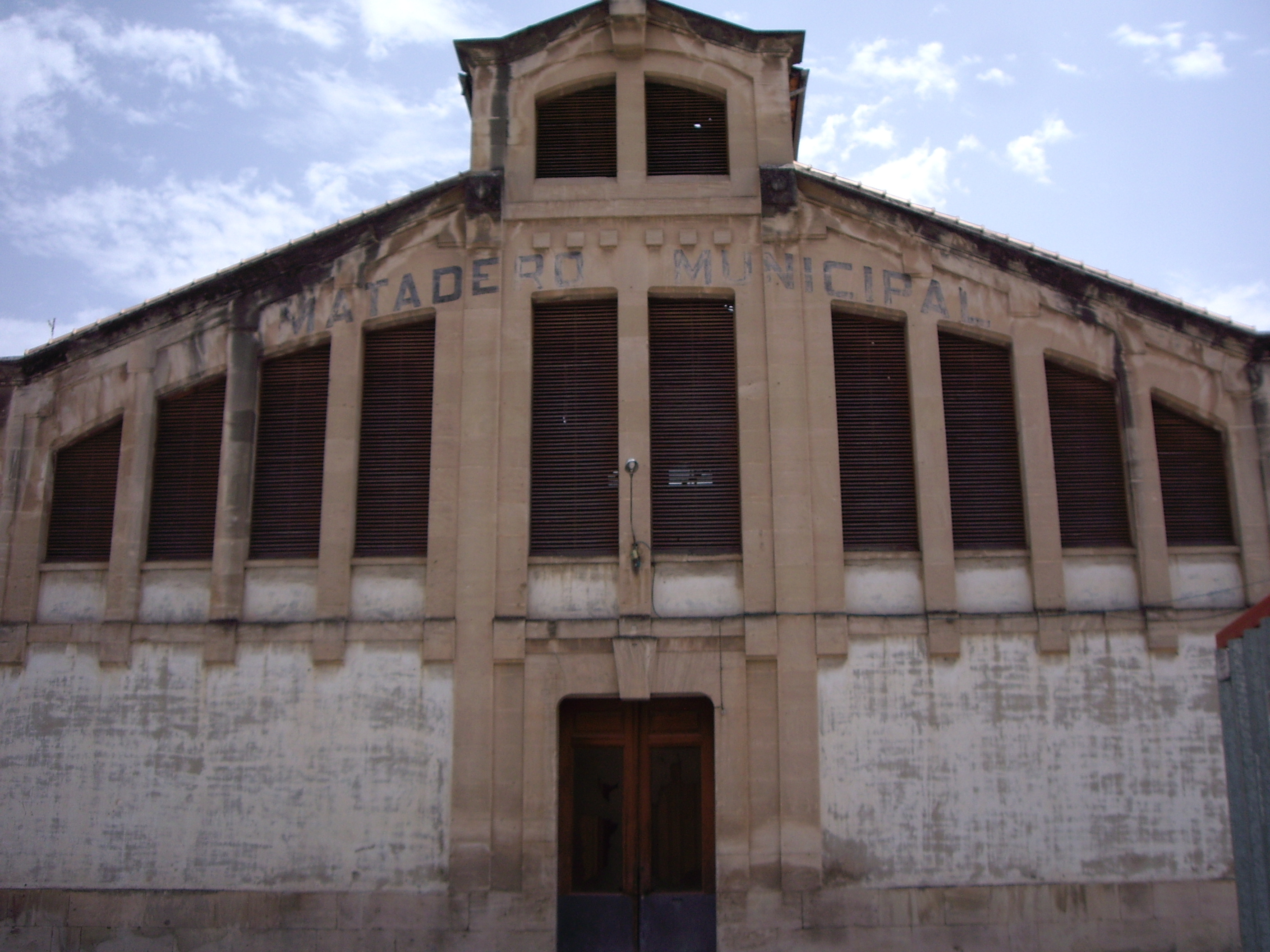
Façana de l'antic escorxador municipal.

A l'antic escorxador municipal, projecte de Timoteu Briet (1911), part de les seues instal·lacions acullen actualment el complex esportiu Eduardo Latorre, amb piscina climatitzada de 25 x 18,63 m, de vuit carrers, piscina climatitzada d'ús polivalent, sala de fitness, sales polivalents, saunes, jacuzzis, hidromassatges i piscina infantil.

### Comunicacions

#### Carreteres

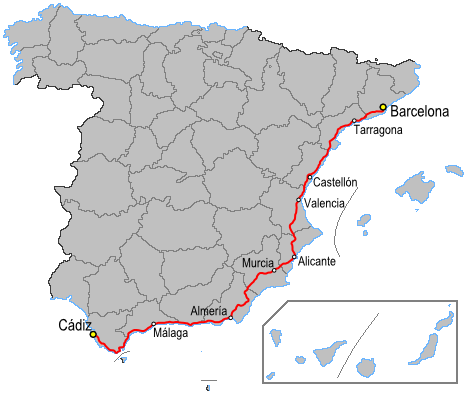
La N-340 és la principal via de comunicació que travessa Alcoi

Les comunicacions han estat condicionades des de sempre per una topografia accidentada. Diverses obres públiques d'autovia com la variant de la circumval·lació de la ciutat a l'A-7 finalitzada el 28 d'octubre de 2011 apropen Alcoi a la costa, especialment a Alacant i Benidorm. La carretera N-340 (Barcelona-Cadis) comunica la ciutat amb Alacant pel sud i amb Xàtiva-València pel nord, amb enllaços a la A-3. Alcoi es connecta amb Benilloba amb la CV-70, amb Bocairent amb la CV-794 i amb Banyeres gràcies a la CV-795.

#### Ferrocarril
La xarxa viària es complementa amb el ferrocarril Alcoi-Xàtiva-València. Antigament també tenia enllaços de ferrocarril amb Gandia i amb Villena.

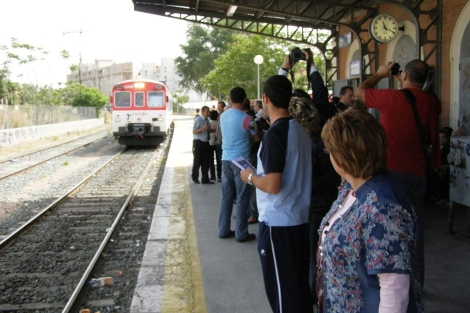
Estació de tren Adif Alcoi

#### Autobús
Alcoi té a disposició dels ciutadans una xarxa de set línies d'autobusos públics gestionada per l'empresa Transport Urbà d'Alcoi Societat Anònima (TUASA), del Grup SuBús. Els autobusos passen per tots els barris de la ciutat.
Tres companyies d'autobusos interurbans connecten Alcoi amb les comarques properes i amb les ciutats d'Alacant i València.

## Demografia
Des de la seua fundació Alcoi va passar de ser una vila de no més de 150 habitants el 1300 a tenir 30.000 habitants el 1877. Al voltant dels segles XIX i la primera meitat del segle xx rep una gran quantitat d'immigració com a mà d'obra per les indústries, primer dels pobles circumdants i més tard d'altres zones, principalment de l'est d'Andalusia, Múrcia i la província d'Albacete. A causa del procés de reconversió industrial, la població de la ciutat es manté més o menys estable des de l'any 1970, amb un màxim de població de 65.908 habitants l'any 1981. Durant el període 2000-2005 la població ha augmentat 508 habitants gràcies a la immigració.
Evolució demogràfica (des de 1842):Censos de població
A data de 2022, Alcoi tenia 58.960 habitants (INE).
| any  | habitants |
| ---- | --------- |
| 1842 | 19.697    |
| 1857 | 25.315    |
| 1860 | 25.196    |
| 1877 | 32.186    |
| 1887 | 29.952    |
| 1897 | 30.118    |
| 1900 | 31.578    |
| 1910 | 33.383    |
| 1920 | 36.450    |
| 1930 | 39.002    |
| 1940 | 44.124    |
| 1950 | 42.454    |
| 1960 | 50.531    |
| 1970 | 61.061    |
| 1981 | 66.396    |
| 1991 | 65.514    |
| 2000 | 60.423    |
| 2010 | 61.417    |
| 2020 | 59.354    |

A la ciutat hi ha un 8,58% de població estrangera (2011), proporció molt baixa si es compara amb la mitjana provincial, que és del 23,1% (2007), o nacional, del 15,5% (2008). Els residents estrangers són fonamentalment romanesos (20,31%), equatorians (18,56%) i marroquins (12,56%). La poca presència d'immigració es deu en part a la crisi industrial i al trasllat de moltes indústries a altres poblacions com Cocentaina o Muro d'Alcoi.
Població per nivell d'estudis. Residents en habitatges familiars per nivell d'estudis (2006): no saben llegir ni escriure, 8.763; inferior al graduat escolar, 24.351; graduat escolar o equivalent, 19.040; batxiller, FP2 o superior, 11.448.
| Residents en habitatges familiars per nivell d'estudis | Immigració forana per país de procedència |

## Economia

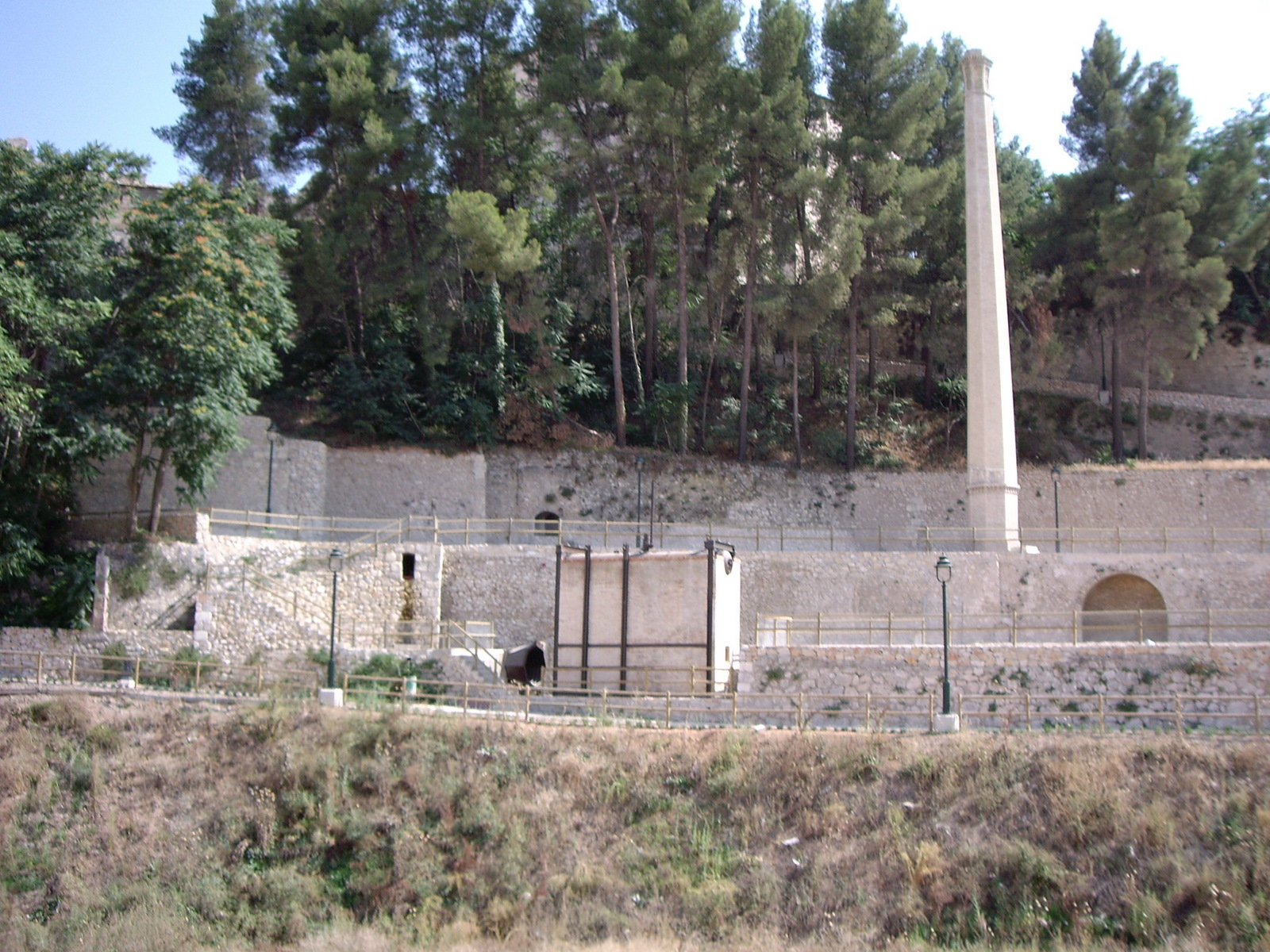
Caldera i ximenera al llit del riu Riquer, hui en dia zona de recreació

Gràcies al Llibre padró 1744-1784 se sap que cap a 1750 la població activa industrial supera l'agrícola, i Alcoi passa a ser dependent de les poblacions pròximes en matèria agrícola i ramadera. A pesar de l'escàs cabal dels seus rius, es creen grans nuclis industrials que aprofiten la força motriu de les seues aigües, i això provoca l'aparició de partides industrials dins del nucli urbà mateix.
Tradicionalment la indústria tèxtil ha estat la primera font de riquesa d'Alcoi. El primer gremi que es coneix en la ciutat data de 1561, quan és autoritzat pel governador de València, i apareix inclús abans que els de Sabadell i Terrassa, tradicionalment molt més forts econòmicament. La crisi al sector tèxtil s'ha unit a la pràctica desaparició de les indústries del paper i metal·lúrgiques tradicionals, i ara la ciutat es troba en plena reconversió. En els últims anys el nombre de treballadors afiliats a la Seguretat Social s'ha reduït dràsticament, i ha estat notòria la reducció de llocs de treball en sectors tradicionals de la ciutat, ja siga pel tancament d'empreses o pel trasllat a altres poblacions properes.
Alcoi i Bocairent són els dos centres tèxtils històrics de la zona, als quals s'han unit Ontinyent, Banyeres de Mariola, Cocentaina, Biar, Albaida, Benilloba… A aquests municipis s'hi ha traslladat molta producció a causa de la tradicional falta de sòl industrial a la ciutat per la seua orografia; també hi han contribuït les polítiques d'ajuda a les empreses adoptades pels municipis pròxims. L'eix industrial Alcoi-Ontinyent-Gandia pateix actualment les conseqüències d'una greu crisi per la competència de productes provinents sobretot de la Xina. Per sobreviure, el sector ha de bolcar-se en la investigació i sobretot optar per ser referent de qualitat. Actualment els productes no tèxtils tenen més pes en l'economia alcoiana.
Els altres dos sectors tradicionals són el metal·lúrgic i el paperer, ambdós molt reduïts en comparació als segles XIX i xx.
Vegeu també: el Molinar d'Alcoi, els Tints i el Tossal

### Indústria del paper i cartó
La indústria del paper i cartó va començar la seua producció almenys al segle xiv, utilitzant canyes, lli, draps o cordes per la fabricació de naips; més tard s'hi elaboraren tota mena de derivats del cartó o del paper. Per la seua importància, Alcoi competia amb ciutats com Basilea o Nuremberg. Al segle xix es va convertir en el centre paperer més important d'Espanya quant a nombre de factories; aquí es van inventar els llibrets de paper de fumar. Ja al segle xx els molins es fusionen o són absorbits per grans empreses del sector, cosa que fa que desapareguin quasi completament de la ciutat. Va destacar l'empresa Papeleras Reunidas.
En l'actualitat s'elaboren envasos de cartó, cons per al tèxtil o paper continu per ordinador. Cal ressaltar l'edició de llibres, amb una gran activitat, a més de la impressió d'envasos i etiquetes.
| Fàbrica dels tacos | Museu de bombers |

### Indústria metal·lúrgica
La indústria metal·lúrgica es remunta al segle xi, però és en els segles xix i xx quan prolifera gràcies a la construcció de la maquinària necessària per als sectors tèxtil i paperer. També es fabrica maquinària agrícola, calderes o maquinària per espinyolar l'oliva. En l'actualitat gran part de la producció se centra en petites peces de mobiliari urbà com són tapes de clavegueram, reixes de desguàs, etc., així com en peces per subministraments industrials.
Actualment el sector químic (cosmètica i articles de neteja), la construcció de maquinària d'embalatge per la indústria alimentària i el sector alimentari (olives farcides, productes carnis, pastisseria i licors i aiguardents), així com la indústria auxiliar relativa a les festes de moros i cristians, formen part de l'activitat econòmica alcoiana.

### Turisme i restauració
Les places hoteleres han passat de ser menys de 200 el 1997 a quasi 500 el 2006, repartides entre dos hotels de 3 i 4 estreles, un hostal i un alberg, més quatre masos dedicats al turisme rural. L'oferta hotelera és puntualment baixa en les festes de moros i cristians, en què la ciutat pot duplicar la seua població. L'oferta existent està basada en l'explotació del turisme d'un dia provinent de Benidorm o Alacant, com és el cas de el Castell de Guadalest.
Hi ha 57 restaurants i 10 cafeteries.

### Indicadors

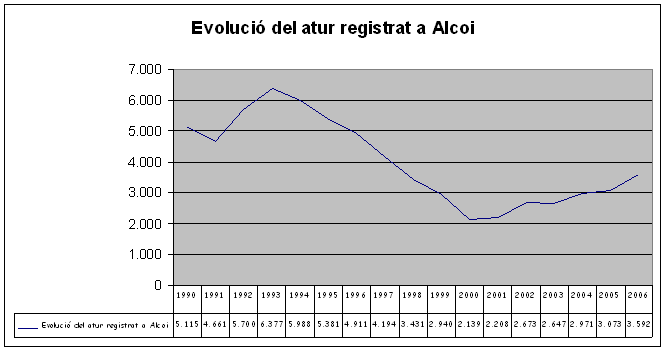
Evolució de l'atur. Font: INEM - Mes de desembre com a referència.

Treball. Ocupats per situació professional (2001): empresaris, 3.666; empleats, 19.670; membres d'una cooperativa, 53; persones dependents de l'ajuda familiar 75. L'atur registrat per sectors el 31 de març de 2009 era el següent: agricultura, 0,81%; construcció, 13,67%; indústria, 28,24%; serveis, 49,72%, i gent sense ocupació anterior, 7,56%.
Parc de vehicles. L'any 2008 el total de vehicles era de 38.401, quantitat que suposa una mitjana de 0,61 vehicles per habitant.

## Divisió administrativa

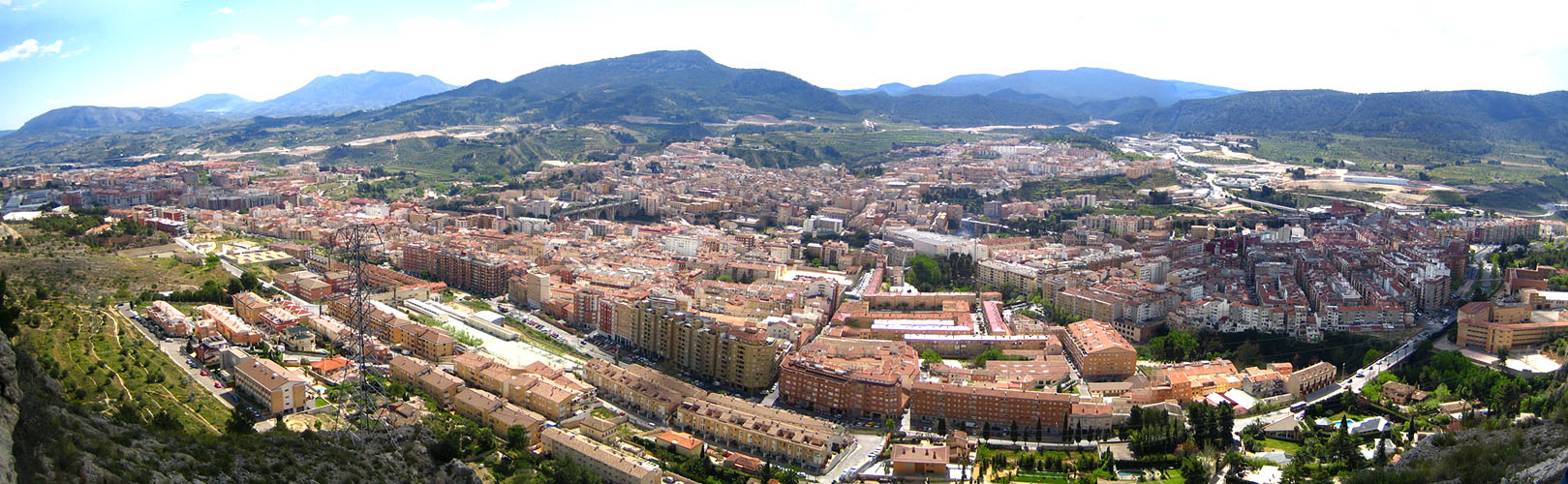
Vista panoràmica d'Alcoi des de la Mariola.

Distribució per barris de la població d'Alcoi

Alcoi està format per un nucli central de set barris principals més sis entitats de població disseminades pel seu terme municipal, així com antigues partides industrials situades dins de la ciutat. Aquests barris són:
Batoi, Centre —amb el barri de la Sang—, el Viaducte, l'Eixample, Santa Rosa, zona Alta i zona Nord, en la qual s'integren els barris de Caramanxel, la Clau, Joan XXIII i Font Dolça, les partides de Barxell, la Canal Alta, la Canal Baixa, Cotes Altes, Cotes Baixes, l'Horta Major, les Llacunes, Mariola, els Pagos, Polop Alt, Polop Baix, la Rambla Alta, la Rambla Baixa, el Regadiu, Riquer Alt, Riquer Baix, el Salt, Sant Benet Alt i Sant Benet Baix, les subpartides dels Llençols, els Tints, el Tossal, Gormaig, les Mascarelles, Xirillent, etc., i els polígons Cotes Baixes, Cotes Altes, la Beniata, els Realets, Sant Benet i un nou projecte a la Canal que ha despertat una certa polèmica per l'impacte ecològic que pot tindre.
La població es concentra sobretot a la zona Nord, Santa Rosa i l'Eixample, tres barris relativament moderns que acullen fins al 74% dels habitants de la ciutat. Disseminades per les serres que envolten Alcoi, trobem les urbanitzacions i entitats de població de Baradello-Sargento, Cases del Salt, l'Estepar, Font Roja, Montesol i Sol i Camp.

## Política i govern

### Composició de la Corporació Municipal
El Ple de l'Ajuntament està format per 25 regidors. En les eleccions municipals de 26 de maig de 2019 foren elegits 12 regidors del Partit Socialista del País Valencià (PSPV-PSOE), 4 del Partit Popular (PP), 2 de Compromís per Alcoi (Compromís), 2 de Ciutadans - Partit de la Ciutadania (Cs), 2 de Podem, 2 de Guanyar Alcoi-Esquerra Unida-Seguim Endavant (GA-EUPV:SE) i 1 de Vox.
| Eleccions municipals de 28 de maig de 2023 - Alcoi |                                          |                                     |                                     |         |         |          |
| Candidatura | Candidatura                              | Candidatura                         | Cap de llista                       | Vots    | Vots    | Regidors |
| | Partit Socialista del País Valencià-PSOE |                                     | Antonio Francés Pérez               | 8.833   | 30,24%  | 9 (-3)   |
| | Partit Popular                           |                                     | Carlos Pastor Ventura               | 8.810   | 30,16%  | 8 (+4)   |
| | Compromís per Alcoi                      |                                     | Alexandre Cerradelo García          | 3.595   | 12,31%  | 3 (+1)   |
| | Vox                                      |                                     | David Abad Giner                    | 3.179   | 10,88%  | 3 (+2)   |
| | Guanyar Alcoi-Esquerra Unida: Endavant   |                                     | Sergi Rodríguez Castelló            | 2.600   | 8,90%   | 2 ()     |
| | Altres candidatures                      |                                     |                                     | 2.197   | 7,53%   | 0 ( -4)  |
| | Vots en blanc                            |                                     |                                     | 519     | 1,7%    |          |
| Total vots vàlids i regidors | Total vots vàlids i regidors             | Total vots vàlids i regidors        | Total vots vàlids i regidors        | 29.733  | 100 %   | 25       |
| | Vots nuls                                | Vots nuls                           | Vots nuls                           | 549     |         |          |
| Participació (vots vàlids més nuls) | Participació (vots vàlids més nuls)      | Participació (vots vàlids més nuls) | Participació (vots vàlids més nuls) | 30.282  | 65,8%** |          |
| Abstenció | Abstenció                                | Abstenció                           | Abstenció                           | 15.715* | 34,2%** |          |
| Total cens electoral | Total cens electoral                     | Total cens electoral                | Total cens electoral                | 45.997* | 100 %** |          |
| Alcalde: Antonio Francés Pérez (PSPV) (17/06/2023) Per ser la llista més votada, després de no haver obtingut majoria absoluta dels regidors (12 vots de PSPV (9) i Compromís (3)) |                                          |                                     |                                     |         |         |          |
| Fonts: (* No són vots sinó electors. ** Percentatge respecte del cens electoral.)                                                                                                  |                                          |                                     |                                     |         |         |          |

### Eleccions municipals des de 1979
L'evolució en el repartiment dels regidors per partits polítics des de les eleccions municipals de 1979 és la següent: 
| Històric de regidors a l'ajuntament d'Alcoi |                    |      |      |      |      |      |      |      |      |      |      |      |      |
| Candidatura                                 | Candidatura        | 1979 | 1983 | 1987 | 1991 | 1995 | 1999 | 2003 | 2007 | 2011 | 2015 | 2019 | 2023 |
|                                             | PSPV-PSOE          | 11   | 18   | 15   | 16   | 11   | 10   | 8    | 9    | 7    | 9    | 12   | 9    |
|                                             | AP / PP            | 0    | 6    | 5    | 6    | 10   | 12   | 13   | 13   | 11   | 4    | 4    | 8    |
|                                             | Bloc / Compromís   |      |      | 0    | 0    | 0    | 0    | 1    | 2    | 5    | 3    | 2    | 3    |
|                                             | Vox                |      |      |      |      |      |      |      |      |      |      | 1    | 3    |
|                                             | PCE / EUPV / GA-AC | 4    | 1    | 2    | 3    | 4    | 2    | 3    | 1    | 2    | 5    | 2    | 2    |
|                                             | CET / Podem        |      |      |      |      |      |      |      |      |      | 0    | 2    | 0    |
|                                             | Cs                 |      |      |      |      |      |      |      |      |      | 4    | 2    | 0    |
|                                             | PDNE               |      |      |      |      |      | 1    |      |      |      |      |      |      |
|                                             | CDS                |      | 0    | 3    | 0    |      |      |      |      |      |      |      |      |
|                                             | UCD                | 10   |      |      |      |      |      |      |      |      |      |      |      |
| Fonts: Ministeri de l'Interior              |                    |      |      |      |      |      |      |      |      |      |      |      |      |

### Alcaldes
Des de 2011 l'alcalde d'Alcoi és Antonio Francés Pérez de PSPV.
| Període                       | Alcalde o alcaldessa                      | Partit polític | Data de possessió     | Observacions         |
| ----------------------------- | ----------------------------------------- | -------------- | --------------------- | -------------------- |
| 1979–1983                     | Josep Sanus Tormo                         | PSPV-PSOE      | 19/04/1979            | --                   |
| 1983–1987                     | Josep Sanus Tormo                         | PSPV-PSOE      | 28/05/1983            | --                   |
| 1987–1991                     | Josep Sanus Tormo                         | PSPV-PSOE      | 30/06/1987            | --                   |
| 1991–1995                     | Josep Sanus Tormo                         | PSPV-PSOE      | 15/06/1991            | --                   |
| 1995–1999                     | Josep Sanus Tormo                         | PSPV-PSOE      | 17/06/1995            | --                   |
| 1999–2003                     | Josep Sanus Tormo Miguel Peralta Viñes    | PSPV-PSOE PP   | 03/07/1999 28/07/2000 | Dimissió/renúncia -- |
| 2003–2007                     | Miguel Peralta Viñes Jordi Sedano Delgado | PP             | 14/06/2003 27/06/2003 | Incompatibilitat --  |
| 2007–2011                     | Jordi Sedano Delgado                      | PP             | 16/06/2007            | --                   |
| 2011–2015                     | Antonio Francés Pérez                     | PSPV-PSOE      | 11/06/2011            | --                   |
| 2015–2019                     | Antonio Francés Pérez                     | PSPV-PSOE      | 13/06/2015            | --                   |
| 2019-2023                     | Antonio Francés Pérez                     | PSPV-PSOE      | 15/06/2019            | --                   |
| Des de 2023                   | Antonio Francés Pérez                     | PSPV-PSOE      | 17/06/2023            | --                   |
| Fonts: Generalitat Valenciana |                                           |                |                       |                      |

### Medalles d'Or d'Alcoi

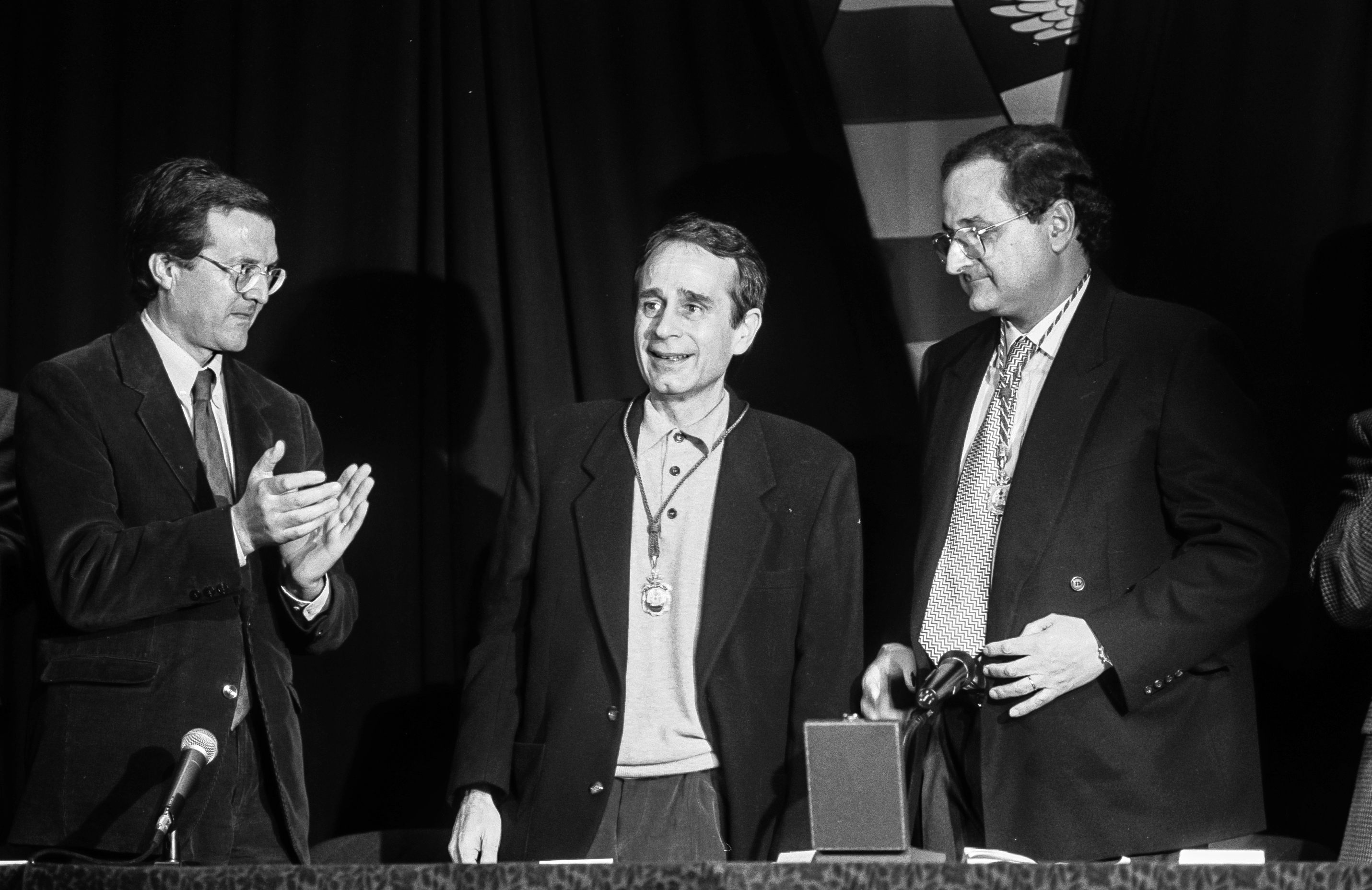
Ovidi Montllor rebent el guardó en 1994.

Fa 49 anys que l'Ajuntament d'Alcoi entrega la distinció de la Medalla d'Or, concretament des de 1959. La decisió correspon a la Junta de Portaveus, que fins al moment ha entregat un total de 15 distincions. Només es poden concedir un total de 10 medalles, que són vitalícies quan es tracta de persones i que en el cas d'institucions tenen una validesa de deu anys.
Els guardonats en temps del franquisme foren el mateix Francisco Franco (1959); Enrique Oltra Moltó, alcalde d'Alcoi, governador civil, president del Consell General de Col·legis Oficials de Pèrits i Enginyers Tècnics Industrials el 1963, l'Escola Tècnica de Pèrits Industrials (1967), la Caixa d'Estalvis i Mont de Pietat d'Alcoi (1971), i el jesuïta fisicoquímic Eduard Vitòria i Miralles, acadèmic numerari de la Reial Acadèmia de les Ciències i les Arts de Barcelona, fill predilecte d'Alcoi, Medalla d'Or al Mèrit en el Treball, Gran Creu d'Alfons X el Savi i medalla de l'associació Chimics Lovainenses (1973).
L'any 1978, l'enginyer Fernando Reig va ser el primer guardonat des de la recuperació de la democràcia. L'any 1980 van rebre la distinció el Regiment d'Infanteria Biscaia 21, l'Institut Geològic i Miner d'Alcoi i el poeta i assagista Juan Gil-Albert. Van haver de passar catorze anys perquè Ovidi Montllor la rebera, el 1994. Mossén Cirilo Tormo, Don Cirilo, ja havia rebut el títol de fill adoptiu de la ciutat, cosa que no va impedir que fora guardonat. L'any 1997 la rebia la Universitat Politècnica de València al mateix temps que el seu rector, Justo Nieto Nieto, rebia simultàniament els honors de fill adoptiu d'Alcoi. L'Assemblea Local de la Creu Roja (1998), el compositor Amando Blanquer Ponsoda i Ramón Castañer Segura, pintor, membre de l'Institut Alcoià de Cultura Andreu Sempere, catedràtic de Dibuix, soci d'honor del Centre Espanyol de Bielefeld (Alemanya), majoral d'honor de l'Associació de Sant Jordi d'Alcoi, insígnia d'or del Cercle Industrial d'Alcoi, fill adoptiu d'Agres i abencerratge d'honor, són els últims tres guardonats.

### Cronistes oficials d'Alcoi

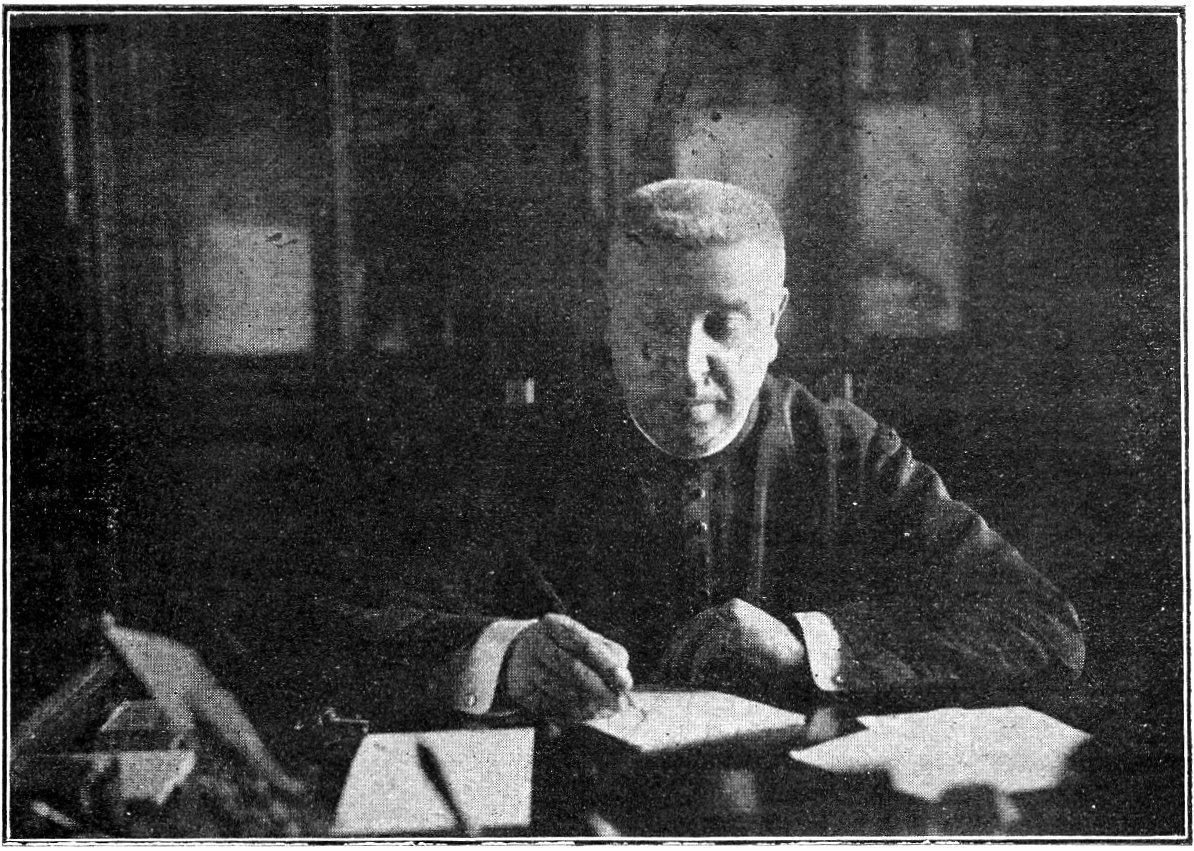
Remigio Vicedo Sanfelipe

Cronistes oficials de la vila foren l'escriptor Antonio Vilaplana Sempere (1876-1888), els mossens Josep Vilaplana Gisbert (1888-1904) i Miguel Juliá Vilaplana (1904-1906) i els periodistes Julio Puig Pérez, (1906-1915) i Julio Andrés Valor (1917-1918). També ho han estat Remigio Vicedo Sanfelipe (1919-1937), mossén assassinat a la guerra civil, José Moya Moya (1940-1950), periodista i polític, i Rogelio Sanchis Llorens (1955-2007), historiador i catedràtic de francés.

## Llocs d'interés

### Paratges

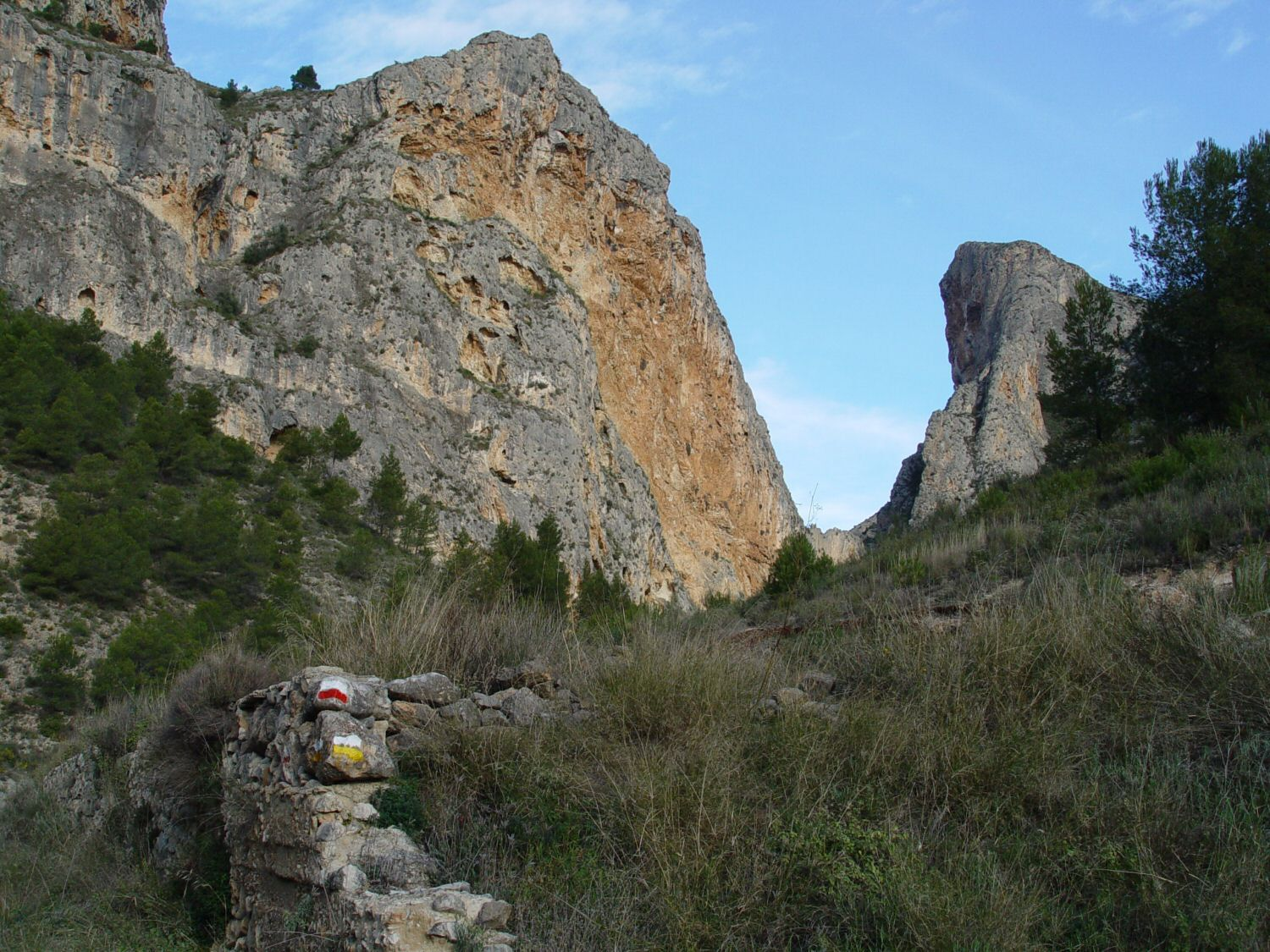
Pujada al Barranc del Cint

Dos parcs naturals afecten territorialment Alcoi: el carrascar de la Font Roja i el de la serra de Mariola, als quals s'ha d'afegir el Paratge Natural Municipal, conegut com el racó de Sant Bonaventura o els Canalons.
Altres dos paratges naturals emblemàtics pels alcoians estan situats tots dos a la solana de la serra de Mariola: el Salt i el barranc del Cint.
El Salt. El riu Barxell o Riquer discorre per una zona molt plana de la vall de la Troncal, sobre roques calcàries, fins a trobar-se amb un tallat de vuitanta metres de desnivell. És habitual que el riu s'infiltre i reaparega a la base de la paret, però en època de pluges torrencials es genera una espectacular cascada. A la zona es troben molins del segle xix, així com la casa de Juan Gil-Albert i les restes arqueològiques del Salt.
El barranc del Cint. El riu Cint o Benissaidó circulava per aquest barranc de parets verticals de més de dos-cents metres amb punts d'engorjada de tan sols dos metres d'amplada. Antigament, s'aprofitava com a camí a Bocairent. El seu perfil forma una V, que és molt visible en la majoria de panoràmiques d'Alcoi. En tractar-se del segon punt en importància d'abastiment d'aigua d'Alcoi, actualment el riu circula entubat.

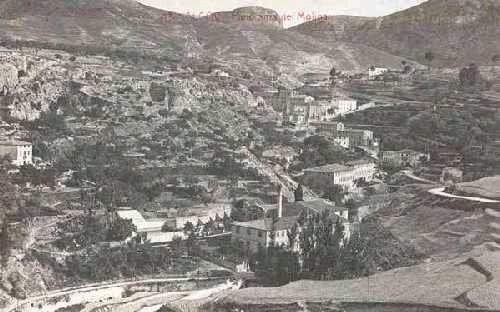
Vista de les fàbriques del Molinar a principis del

Per altra banda, i molt a prop del parc natural de la Font Roja, el brollador del Molinar és un paratge cobert de salts d'aigua naturals i artificials i engorjades de les quals se servien les antigues fàbriques de la zona per utilitzar la seua força hidràulica. Està situat a la rodalia del "barranc de la batalla", a la carretera N-340 a l'eixida d'Alcoi direcció Alacant. S'usava ja en el segle xv per abastir d'aigua Alcoi i com a paratge d'oci als inicis del segle xx. Actualment no circula aigua al llit del riu per l'ús urbà de l'aqüífer. Algunes fàbriques de la zona es troben en procés de restauració dins dels plans per crear un camp d'arqueologia industrial. El brollador natural està cobert per una cúpula modernista de 1912 que empra la tècnica del trencadís i que és un dels símbols del paratge i també de la ciutat.

### Patrimoni arqueològic i històric

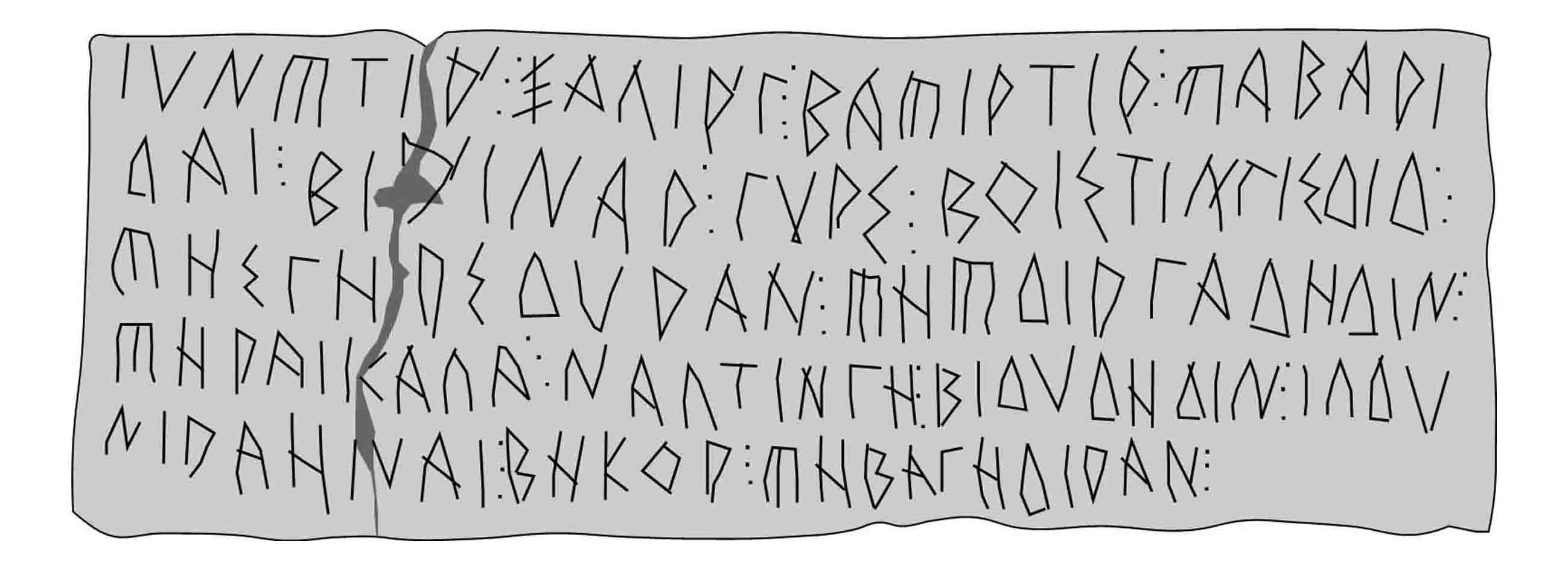
Cara B del plom de la Serreta (Alcoi): Text ibèric en alfabet grecoibèric

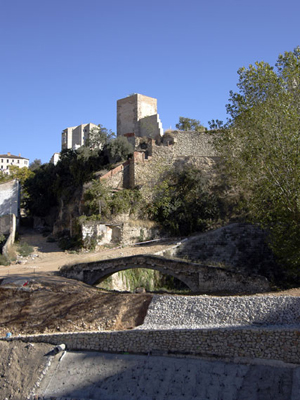
Torre de Na Valora i pont de Buidaoli

A les muntanyes que envolten la ciutat es troben gran quantitat de jaciments arqueològics esguitats per tot el terme municipal. Els més antics daten del Paleolític, com són l'abric del Pastor i el Salt, habitat per l'home de Neandertal i referent a escala mundial, així com l'abric de la Falguera i la penya del Comptador, de l'Epipaleolític. També hi ha jaciments del Neolític, Eneolític, i de l'edat del bronze; destaca la cova Foradada (abrics de la Sarga).
De l'època ibèrica, les principals restes són els poblats ibèrics d'altura de la Serreta, el Puig i el Castellar i la necròpolis romana de l'Horta Major. El poblat fortificat del Castellar (al-Qüy), d'època islàmica, és un altre jaciment arqueològic destacat.
El castell de Barxell, del segle xii, va substituir l'enderrocat castell àrab del Castellar. Per la seua situació formava part de la xarxa de castells fronterers amb el regne de Castella.
Dintre la ciutat destaquen la torre de Na Valora, del (segle xiii), o el portal de Riquer, format per l'arc de Sant Roc, del segle xviii, i les torres de N'Aiça i la torre portal de Riquer, del segle xiv. A més, té un baluard defensiu de la guerra de Successió. La torre de l'Andana va ser integrada a la rehabilitació de la placeta de les Xiques. Tant les restes del portal del Castell i del portal de Penàguila, del segle xiii, com la casa del Delme (segles XIV-XV), estan per restaurar.

#### Esglésies i ermites
Al terme municipal d'Alcoi es troben les ermites de Sant Antoni Abat (segle xiv i segle xviii) i Sant Cristòfol (segle XIV), i les de Polop (segle xviii), Barxell i Mariola. Al complex industrial del Molinar es troba una ermita dedicada a la Verge del Pilar.
L'antiga parròquia de Santa Maria, més coneguda com l'antic hospital, és el primer temple cristià de la població del qual es té notícies. Abandonat el seu ús com a església, l'edifici ha complert diverses funcions. Quasi contemporani a aquest és el convent de Sant Agustí, construït al segle xiv al lloc on s'erigia el Castell Palau dels Llúria; del convent avui només se'n conserva el claustre (actual plaça de Dins), d'estil neoclàssic, així com els seus fonaments i un arc gòtic.
Encara que l'actual església de Sant Jordi va ser construïda l'any 1921, ja es tenen notícies de l'existència d'una ermita dedicada al sant en el mateix lloc edificada entre els anys 1429 i 1442. L'església del Sant Sepulcre és un convent d'agustines descalces. A l'octubre de 1597 es va habilitar la part destinada a albergar les monges reformades a proposta de l'arquebisbe Ribera.
L'església arxiprestal de Santa Maria (segle xviii-1937/1955) fou beneïda el 22 de setembre de 1768 per substituir l'antiga parròquia. El temple va ser demolit l'any 1937. Acabada la guerra civil va ser reconstruïda sobre la seua mateixa planta (de la qual es conserven restes). Idèntica sort va patir l'església de Sant Maure (segle xviii-1936/1956). L'actual temple, beneït el 29 d'abril de 1956, no guarda cap relació arquitectònica amb el temple destruït durant la guerra civil (convent i església de Franciscans).
| Ermita de Sant Josep | Façana de l'església de la Mare de Déu dels Desemparats | Campanar de l'església de Sant Maure |

A la ciutat es troben dues petites capelles, la de Sant Miquel (segle xviii), construïda en 1790 i declarada Bé d'Interés Cultural, i la capella de la Mare de Déu dels Desemparats, oberta al culte en 1852. Actualment aquest temple està dessacralitzat i en el seu interior es conserven llenços i pintures al fresc obra de Vicente Castelló Amat (1787-1860), deixeble de Vicente López; en el 2010 acollirà una exposició de la Fundació la Llum de les Imatges i per això es va a transformar en pinacoteca.
Finalment, malgrat que l'edifici del santuari de Maria Auxiliadora (1931) no té interés artístic, conté murals pictòrics de Ramón Castañer dedicats a sant Pancràs (1951), sant Joan Bosco (1988), sant Jordi (1993), i de David Pastor Corbí al treball i Sant Francesc d'Assís.
Amb motiu de la celebració a Alcoi de l'exposició "Camins d'Art" de la fundació Llum de les imatges l'any 2011 l'església arxiprestal de Santa Maria, la fatxada nord de l'església de Sant Maur, la capella de la "Mare de Déu" així com l'antic asil de les germanetes dels pobres han estat restaurats.

#### Edificis civils destacats

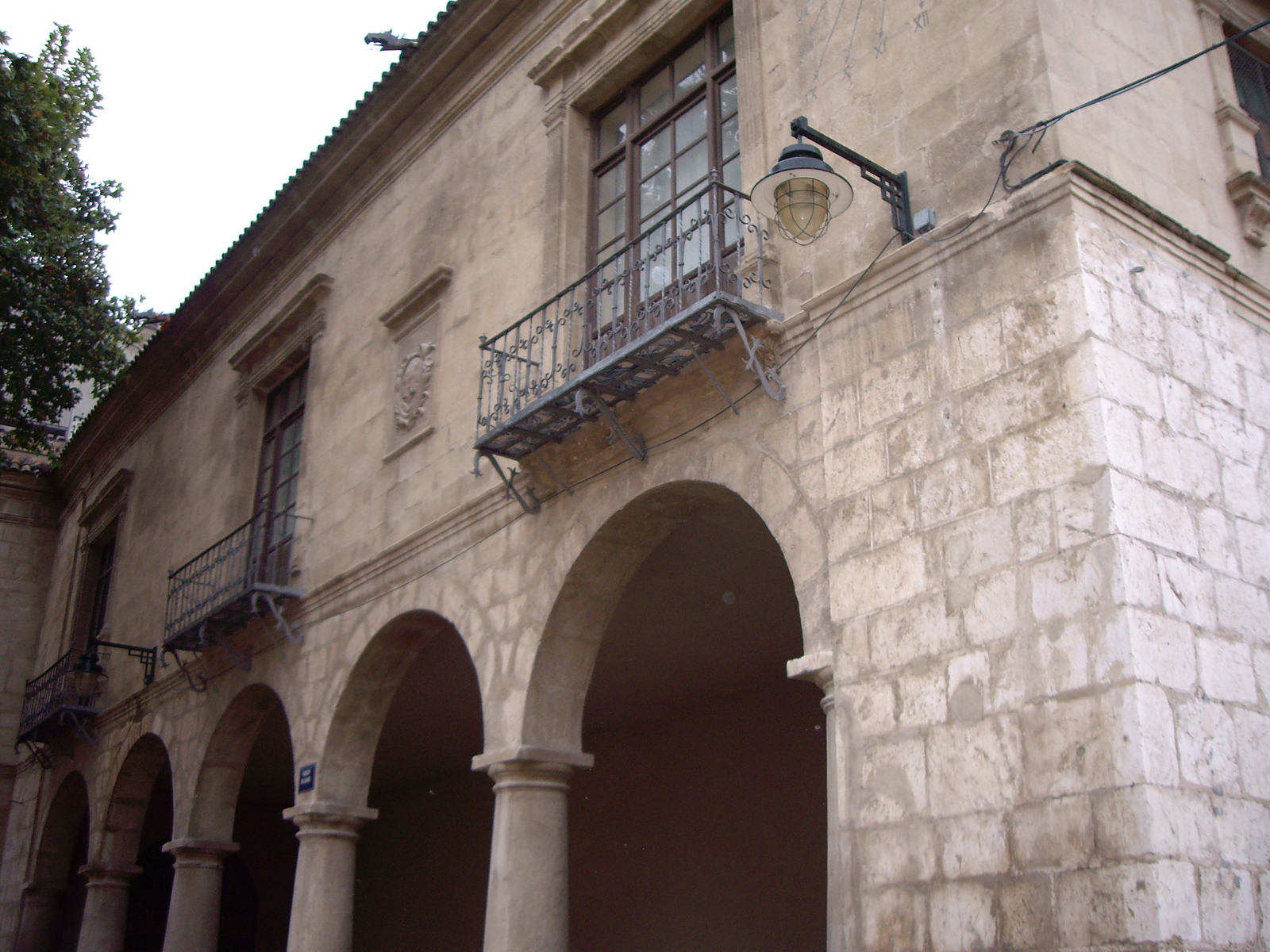
Museu arqueològic d'Alcoi. Segle XVI

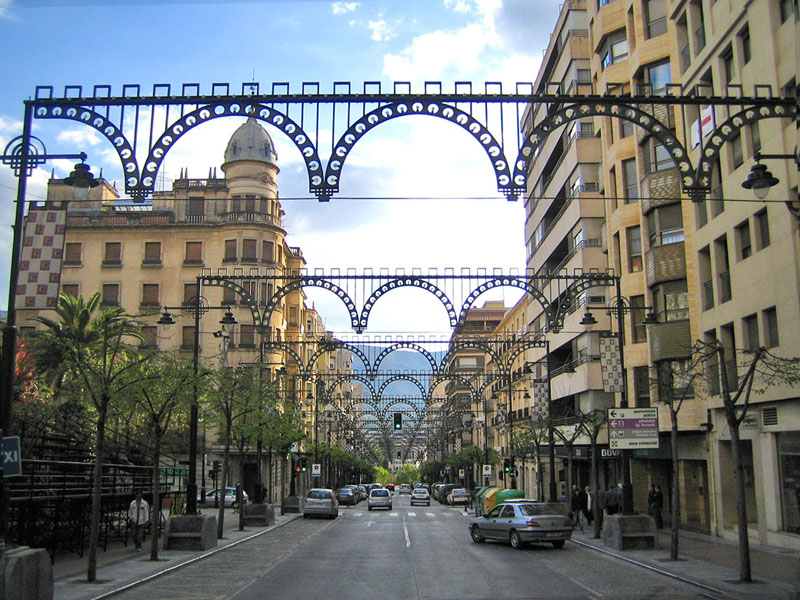
Fanalets típics de les Festes de Moros i Cristians d'Alcoi, al carrer del País Valencià.

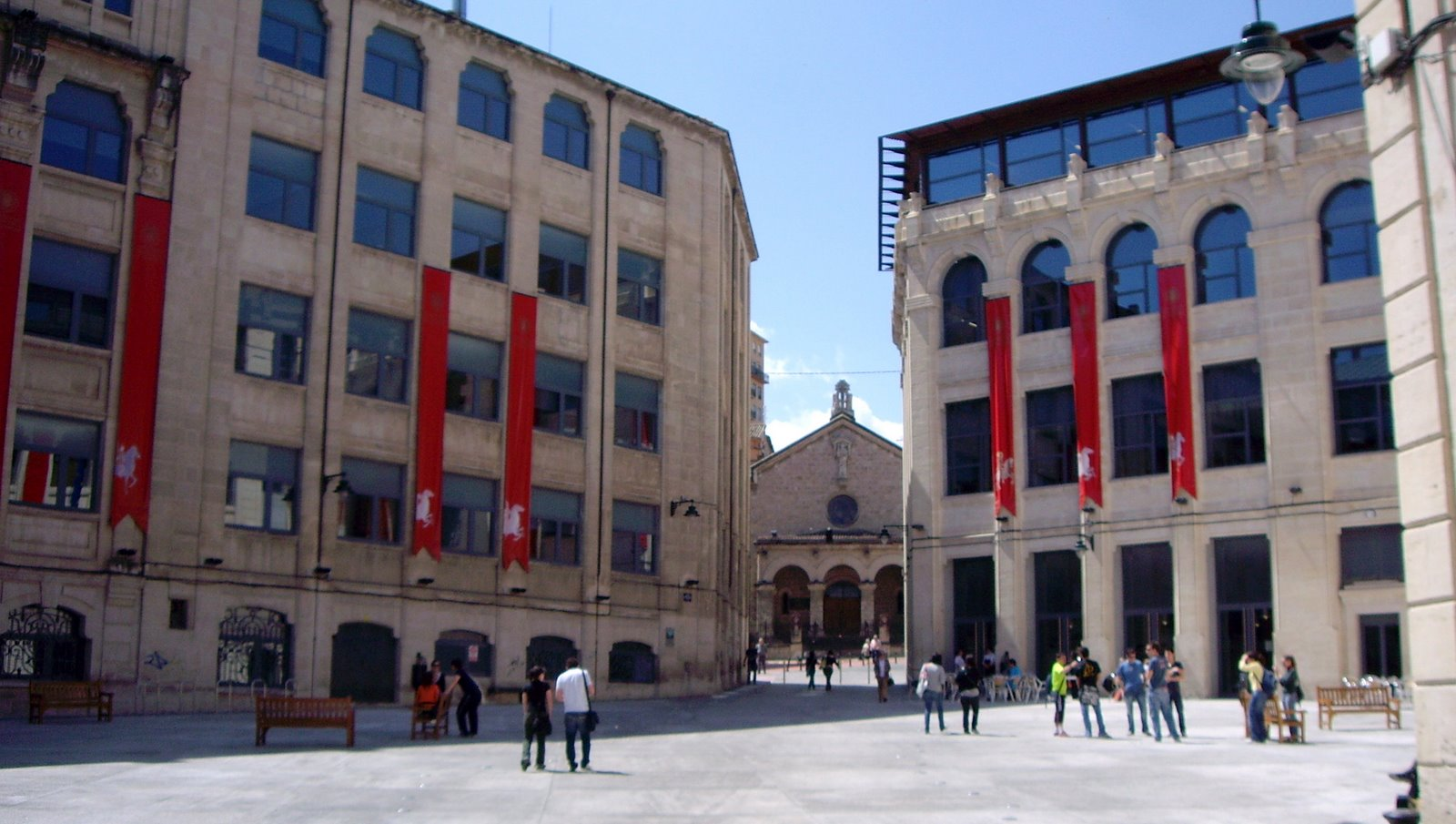
Edificis Carbonell i Ferràndiz (EPSA) i Santuari de Maria Auxiliadora

L'aspecte actual d'Alcoi deriva directament del de la ciutat pionera de la Revolució Industrial. Les indústries, els barris obrers i les cases de la burgesia van conviure en un espai reduït entre les valls i els rius. En molts casos conviuen en un mateix edifici petits tallers a la planta baixa amb habitatges de treballadors. El centre urbà d'Alcoi fou declarat Bé d'Interés Cultural com a conjunt historicoartístic l'any 1982, situació legal que no ha pogut evitar l'enderrocament total de molts dels seus carrers.
Anteriors a la revolució industrial, destaquen l'antic edifici de l'hospital (segle xiii/segle xviii, vegeu "Esglésies"), que junt amb les muralles són les restes més antigues de la ciutat; el Museu Arqueològic Municipal Camil Visedo Moltó, situat a l'antiga casa de la Vila, i el casal de Sant Jordi (segle xviii), seu del museu de festes de moros i cristians i de l'associació de Sant Jordi.
També tenen un considerable valor arquitectònic la Casa Consistorial (1846-1863); la casa de la Bolla, reformada el 1890, que va ser la seu de la Reial Fàbrica de Draps; el palauet d'Albors (1873), que pren el nom del financer alcoià; l'Hospital Civil d'Oliver (1868-1877); l'edifici del Mont de Pietat (1909) seu del CADA Centre d'Art d'Alcoi, i la Casa de la Cultura, edifici neoclàssic de 1923 que acull la biblioteca pública i l'arxiu municipal.
Tota la ciutat està esguitada d'edificis industrials, molts dels quals estan sent rehabilitats com a locals d'oci, ambulatoris o zones esportives, com l'escorxador, i de museus, com la fàbrica dels Tacos o el museu d'interpretació turística d'Alcoi, a la partida dels tints.
El modernisme, com a Novelda, compta amb bells exemples disseminats pel barri vell de la ciutat, com el Círculo Industrial (1904), el club social de la burgesia alcoiana de fa un segle, o la Casa del Pavo, construïda entre 1908 i 1909 per l'arquitecte Vicent Pascual Pastor i que es va convertir en l'estudi de pintura de Ferran Cabrera. També s'han de destacar l'antic parc de Bombers (1914), el conservatori de música i dansa Juan Canto (1906-1908) o l'edifici de Papereres Reunides, que va ser la central de Papereres Reunides SA, empresa que el 1934 reunia la major part dels fabricants de paper de la ciutat, famosos pels seus llibrets de paper de fumar.
Vestigi de la guerra civil és el museu Refugi antiaeri de Cervantes (1936), vinculat al Grup Escolar Cervantes (1924-1925), d'estil eclèctic i seu de l'Escola de Disseny, si bé la ciutat està esguitada de refugis públics i privats que esperen una rehabilitació.
Del segle xx destaquen la Llotja de Sant Jordi, obra de Santiago Calatrava, al subsòl de la plaça d'Espanya, i el barri de la Sang, barri obrer que va ser remodelat entre els anys 1991 i 2001.

#### Ponts

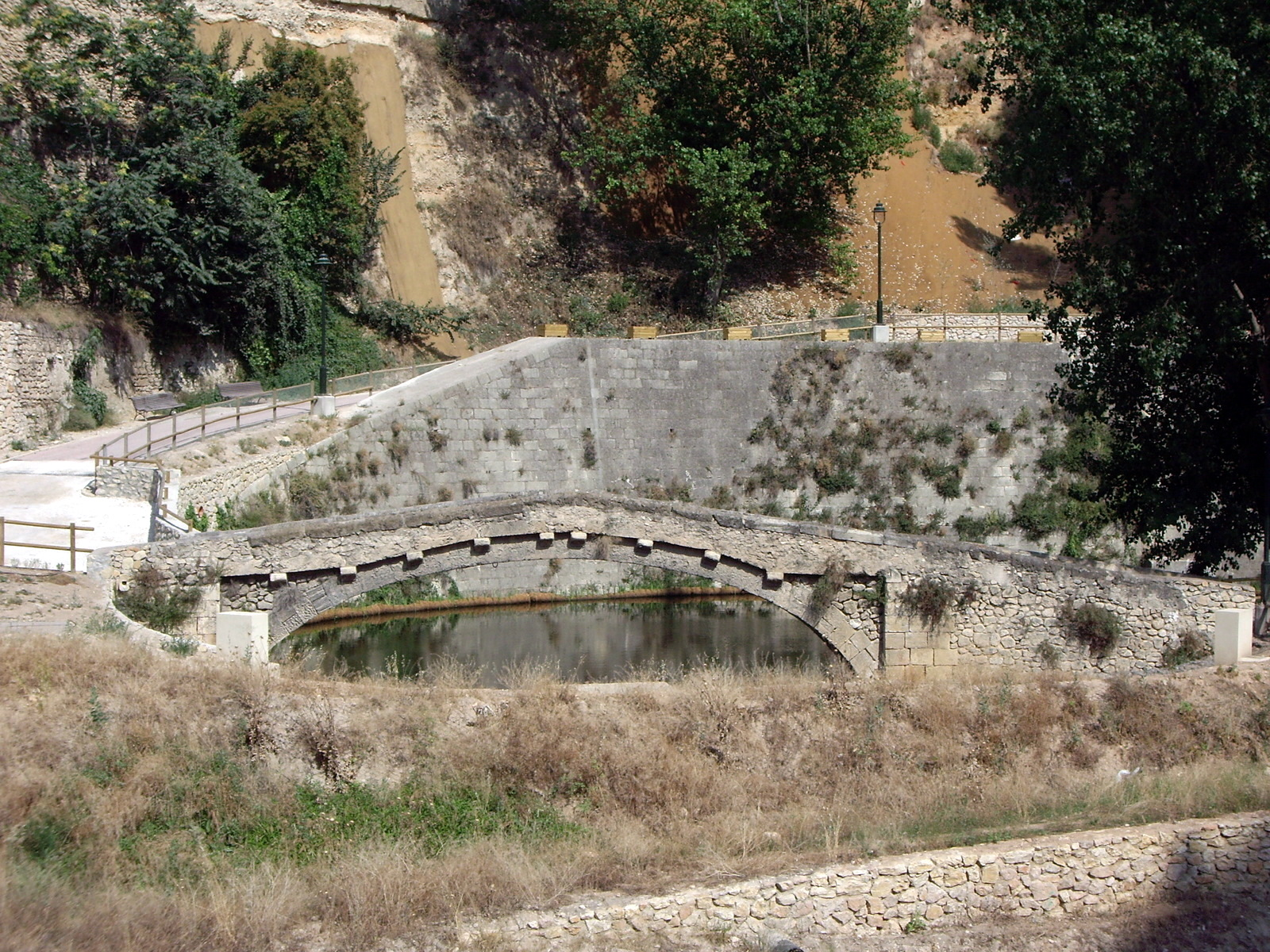
Pont de Buidaoli. Aquest pont és relativament recent, del 1828. S'utilitzava com a camí al barranc del Cint i a Agres

Alcoi és coneguda com la ciutat dels ponts. La seua peculiar orografia, marcada pels barrancs, va fer necessari que se'n construïren. A més dels ponts que formaven l'antiga xarxa viària (el pont de Penàguila, el de Cocentaina i el pont vell de Sant Roc, que daten del segle xviii), n'hi ha altres de menors que van ser edificats per permetre l'accés a les indústries situades en la vora del riu Riquer.
Tres són les xarxes de ponts que es troben a Alcoi. La principal està formada pels ponts més moderns, que possibiliten el pas de la N-340, com són el pont de Maria Cristina (1828-1837); el pont de la Petxina (1863); el pont de Sant Roc (1862); el viaducte de Canalejas (1907), denominat així pel diputat a Corts pel districte d'Alcoi José Canalejas y Méndez; el pont de Sant Jordi (1931), perfil que identifica la ciutat, i el pont de Fernando Reig, un modern pont penjat construït el 1987 que dona eixida a Alcoi en direcció a Alacant.
Una altra és la xarxa de ponts de la via de tren Alcoi-Alacant, del temps de la dictadura de Primo de Rivera, que mai no va arribar a entrar en servei. Entre aquests destaquen el pont de les Set Llunes i el pont del Salt, situats tots dos a la via verda d'Alcoi.
La tercera està formada pels antics ponts que servien primitivament com a eixida d'Alcoi, quatre d'ells de més de dos segles d'antiguitat. Es tracta del pont del Tossal (1712) o de Penàguila; del pont Antic Sant Roc (1731), anomenat de Na Solivella a l'edat mitjana; el pont d'Alcassares (1780) o Cocentaina, i el pont de Cadisenyo (1790), de Don Bautista o de Penella.

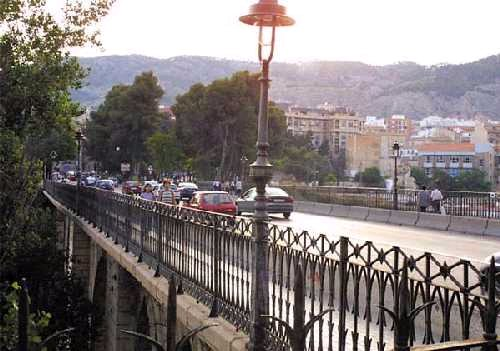
Pont de Maria Cristina
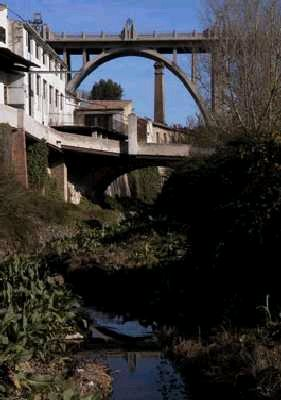
Riu Barxell i pont de Sant Jordi
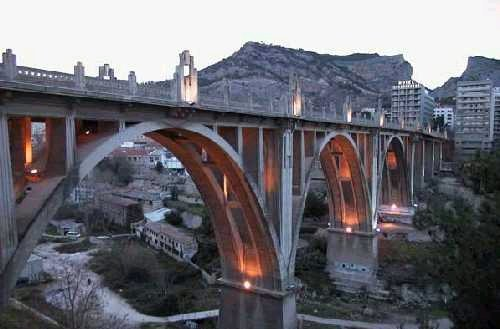
Pont de Sant Jordi
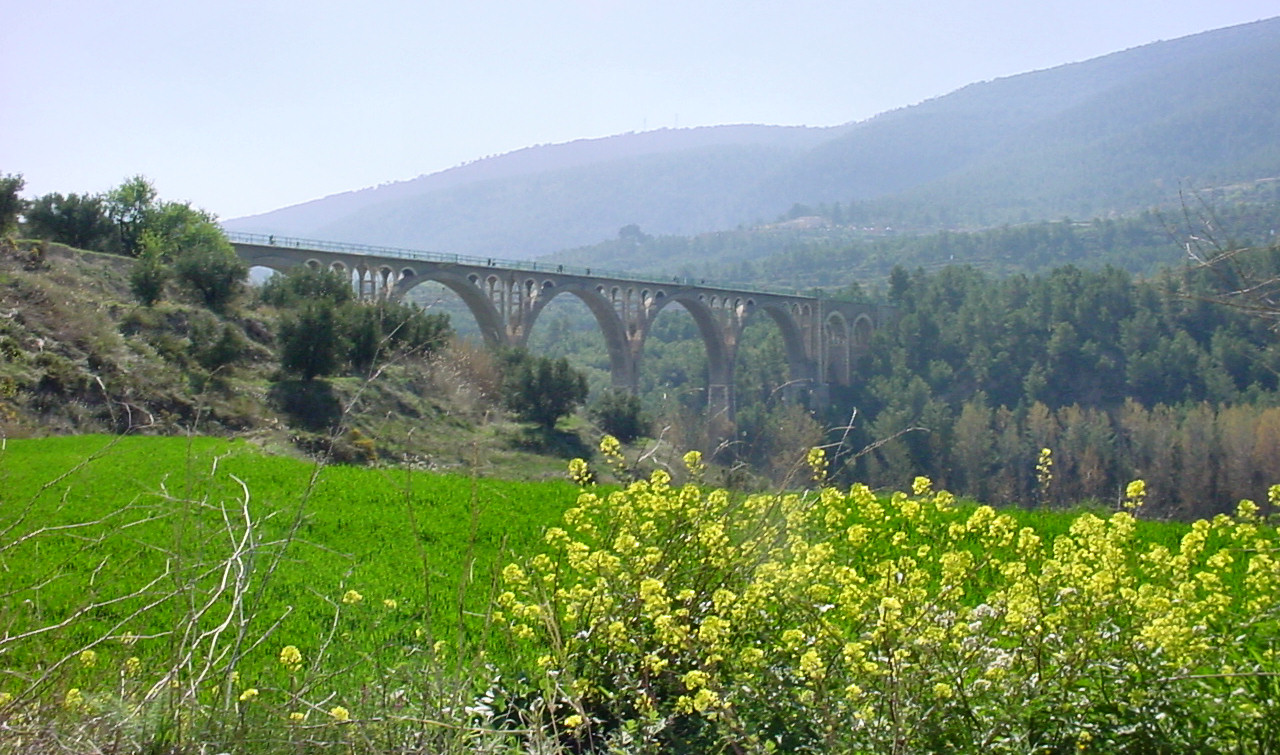
Pont de les Set Llunes

## Llengua

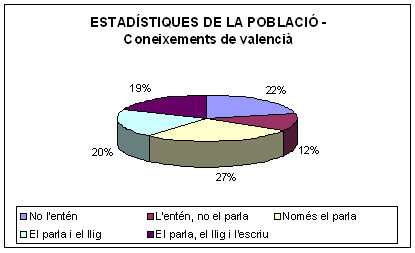
Estadístiques de la població. Coneixements de valencià

Als carrers d'Alcoi compartixen primacia els idiomes castellà i valencià, amb certa preponderància d'aquest últim, si bé la gran immigració de castellanoparlants durant els segles xix i gran part del xx va fer que aquesta comunitat aconseguira gran importància, i s'arribà a parlar-se més el castellà que el valencià. La política de normalització lingüística empresa al País Valencià des de l'any 1980 ha revitalitzat l'ús del valencià també a Alcoi. La variant del català de la ciutat tradicionalment s'anomena parlar xeu.
La paraula xeu és el "malnom que donen als alcoians els habitants de les comarques veïnes", si bé és un mot que ha caigut en desús.
Durant els governs del Partit Popular, la corporació municipal tingué una clara preferència per l'ús del castellà, actitud que creà un conflicte lingüístic entre l'Ajuntament i l'oposició, i que va fer necessària la intervenció del Síndic de Greuges en diverses ocasions. Els altres partits polítics acusaren el PP de provocar el retrocés en l'ús del valencià a Alcoi i de defensar el secessionisme lingüístic valencià en el debat polític municipal.
| Placa al jardí dels sindicats | Placa a l'entrada del complex esportiu | Placa commemorativa en les muralles d'Alcoi |

### Ensenyament
En l'actualitat a l'escola pública predomina l'ensenyament en valencià, mentre que a l'escola concertada és majoritari l'ús del castellà. A Alcoi els grups de batxillerat de línia en valencià estan disminuint, ja que des de 2004 està produint-se un reagrupament d'alumnes per optatives i no per la llengua en què han sol·licitat cursar els estudis, cosa que obliga els alumnes a escolaritzar-se en un altre centre.

### Gabinet Municipal de Normalització Lingüística
Alcoi té un reglament de normalització lingüística aprovat el 25 de gener de 1990; el principal garant del seu funcionament és el Gabinet Municipal de Normalització Lingüística. La seua principal comesa és fer públiques les ajudes existents per al foment de l'ús del valencià, dedicar-se a l'assessorament lingüístic públic o privat, desenvolupar cursos de llengua, fomentar campanyes de normalització i assegurar la presència visible del valencià al carrer. En els últims anys aquest gabinet ha vist retallats els seus pressupostos i la seua activitat.
Malgrat el reglament de normalització lingüística, en l'actualitat s'escriuen resolucions, revistes o plaques commemoratives de l'Ajuntament només en castellà, i inclús es troben incorreccions ortogràfiques en valencià a la plana web municipal.

### Mostra de Teatre Valencià
La Mostra de Teatre , anomenada també "Mostra de Teatre Valencia d'Alcoi" i Mostra de Teatre d'Alcoi. Fira d'Arts Escèniques Comunitat Valenciana a partir de l'any 2006, està organitzada per l'Ajuntament d'Alcoi i Teatres de la Generalitat Valenciana, i forma part de la Coordinadora de Ferias de las Artes Escénicas del Estado Español (COFAE) i de la Red Española de Teatros, Auditorios y Circuitos de Titularidad Pública. Es tracta d'una fira multiescènica (Centre Cultural, teatre Principal, teatre Calderón, teatre Salesians, Llotja Sant Jordi (punt central d'informació), plaça de Dins, IES Pare Vitòria, col·legi públic Sant Vicent, pub Gaudí, Círculo Industrial, etc.) que reunix programadors de circuits públics i comercials, periodistes, crítics teatrals i gestors culturals

### Entitats
- El Correllengua és una iniciativa de la Xarxa de Casals Jaume I i Acció Cultural del País Valencià (ACPV) per la defensa i la promoció de la llengua i per fomentar el seu ús social. La flama del Correllengua simbolitza la unitat de la llengua catalana.[111]
- Les Jornades de Sociolingüística van ser una iniciativa del Gabinet Municipal de Normalització Lingüística per tal d'impulsar el procés de normalització lingüística en la societat; les primeres es van celebrar l'any 1992. L'Ajuntament d'Alcoi publicava anualment les ponències (cinc volums), fins que l'any 1997 se signà un conveni entre l'Ajuntament i l'editorial Bromera per publicar-les en la col·lecció "Graella Lectures de Sociolingüística".[112] L'any 2002, el govern municipal de l'Ajuntament, en mans del Partit Popular, impedí que les jornades continuaren realitzant-se al·legant raons pressupostàries. Les entitats culturals Amics de Joan Valls i Jordà, Club d'Amics de la Unesco d'Alcoi, la Coordinadora Alcoià-Comtat pel Valencià, l'Associació Cultural Alcoià-Comtat i el Centre Ovidi Montllor-Casal Jaume I d'Alcoi van elaborar un manifest, van fer una recollida de signatures[113] i van crear el Grup d'Estudis Sociolingüístics.[114] Malgrat que el Bloc va presentar una esmena als pressupostos de 2004 per recuperar-les, la iniciativa no va prosperar.[115] Cinc anys després, a pesar de continuar sense pressupost municipal, va arrancar la dotzena edició gràcies a l'Acadèmia Valenciana de la Llengua, l'Institut d'Estudis Catalans, el Centre Cultural Ovidi Montllor-Casal Jaume I, la Coordinadora pel Valencià Alcoià-Comtat i la Universitat Politècnica de València.[116]
- La Universitat Politècnica de València organitza una sèrie d'activitats per celebrar la Setmana per la Llengua que es realitzen en els campus de València, Gandia i Alcoi.[117] Tots els alumnes tenen l'opció de rebre la seua formació en valencià.[118] L'Àrea de Promoció i Normalització Lingüística de la UPV participa en la Trobada d'Escoles en Valencià de l'Alcoià i el Comtat.
- La Coordinadora de l'Alcoià i el Comtat pel valencià és una entitat local integrada dins d'Escola Valenciana. Organitza la Trobada d'Escoles en Valencià de l'Alcoià i el Comtat, que se celebra des de fa més de vint anys i vol promoure la llengua en diferents àmbits amb la participació de xiquets d'escoles infantils, escoles de primària i secundària.[119] També l'Encontre d'Ensenyats de l'Alcoià i el Comtat, cicles de cinema en valencià i concerts de músics que usen el valencià com a llengua d'expressió. A més, convoca els Premis Sambori i el Premi Valor a la trajectòria en defensa de la llengua.[120]

### Guardons pel suport a la llengua

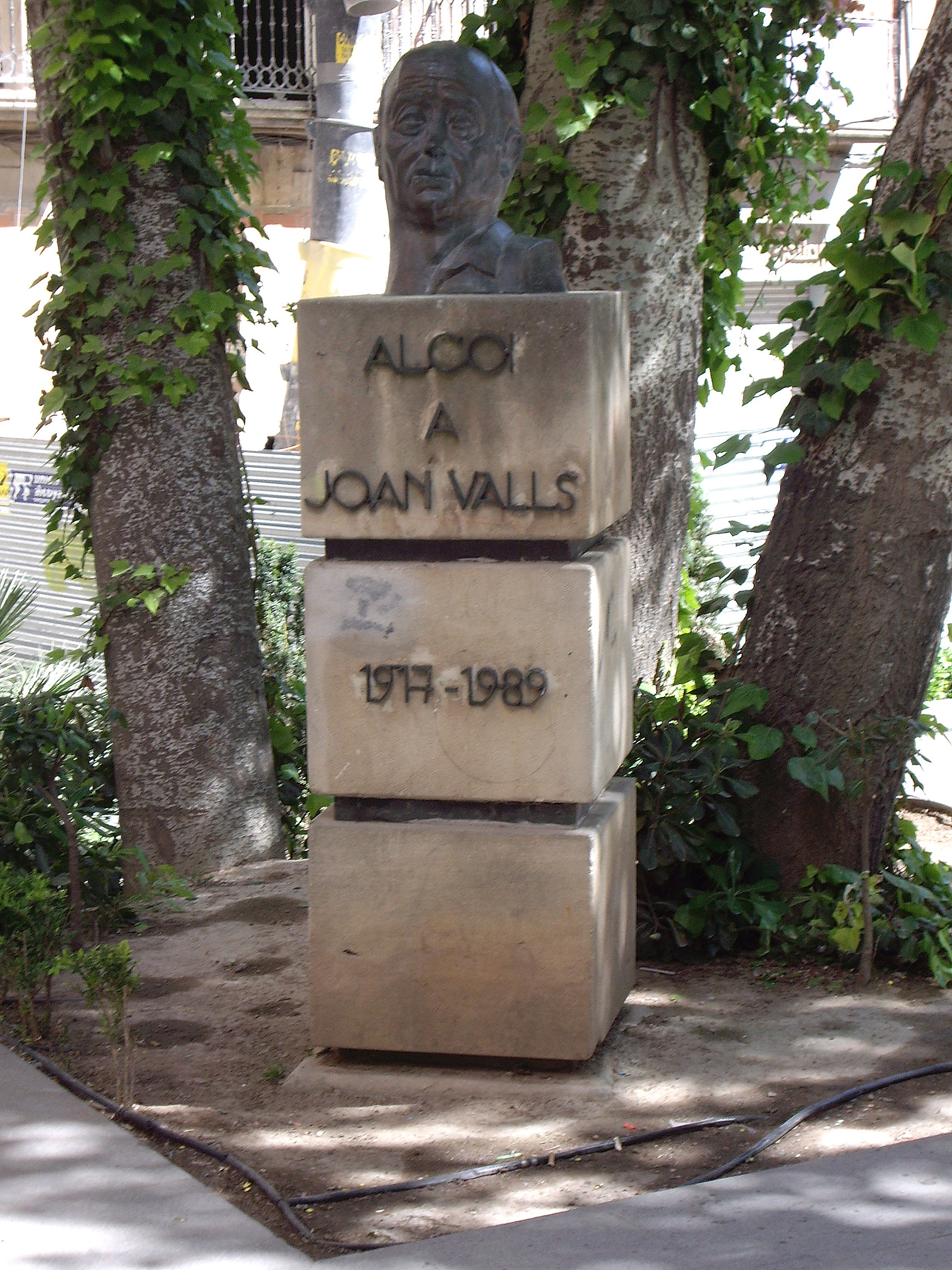
Monument a Joan Valls

- El Premi Ciutat d'Alcoi de Teatre és una iniciativa municipal que té continuïtat des de 1971; s'hi poden presentar obres de temàtica lliure, en valencià. Les peces premiades es publiquen a Edicions 62 i reben un premi econòmic.[121]
- Els Premis de Música en Valencià Ovidi Montllor es van crear per reconèixer els millors músics i cantants en valencià. Atorguen guardons en les categories de millor disc, millors arranjaments, millor intèrpret del país, millor disc de cançó, millor disc de folk, millor disc de pop rock, millor cançó, millor lletra, grup revelació, a la trajectòria artística i al suport a la música en valencià.[122]
- El Premi de Poesia Manel Rodríguez Martínez, de l'Associació d'Amics de Joan Valls, accepta treballs poètics de qualsevol modalitat, escrits en llengua catalana, i ofereix un premi en metàl·lic i la publicació de l'obra guanyadora dins la col·lecció "Edicions de la Guerra" de l'Editorial Denes.[123]
- El Premi Joan Valls i Jordà vol estimular la promoció i l'ús social del valencià. De caràcter honorífic, l'organitza l'Associació d'Amics de Joan Valls des de l'any 1995 amb l'objectiu de reconèixer les persones i les entitats de l'Alcoià i el Comtat que treballen a favor de la llengua.[124]
- El Premi Ximo Llorca Pascual de l'executiva comarcal del BLOC de l'Alcoià-el Comtat-Les Foies de Castalla i Xixona vol fer un "reconeixement al compromís amb el País Valencià i la seua llengua i cultura". És una de les dues modalitats dels premis Agermanats.[125]
- El Premi Valor a una trajectoria personal en defensa i promoció del valencià, de la Coordinadora de l'Alcoià i el Comtat pel Valencià es va concedir per primera volta l'any 2015 a Cèlia Ibàñez i Tomàs Sancho.[126]

## Festes i tradicions populars

### Moros i cristians

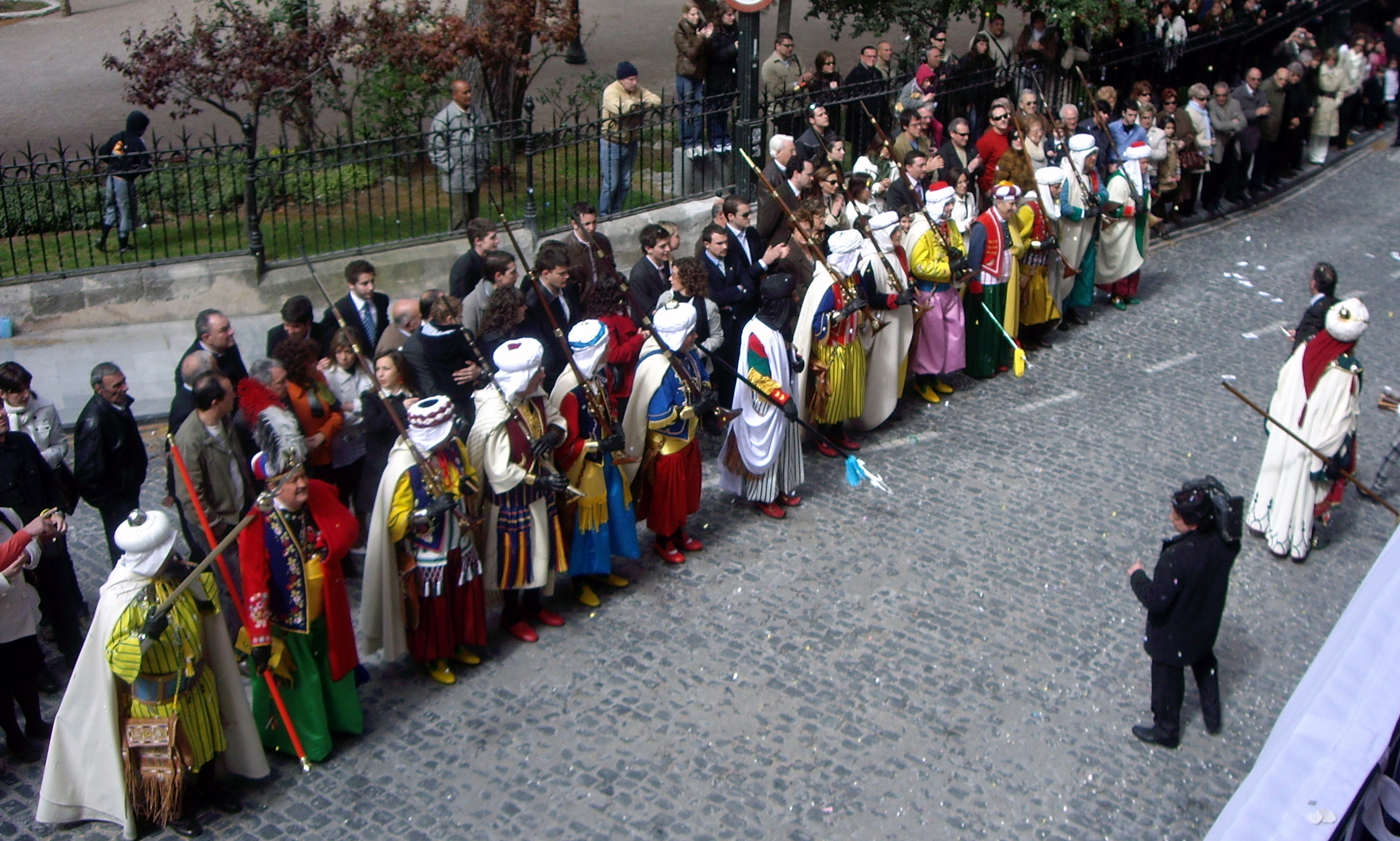
Esquadra mora a La Glòria del 2008 al carrer Sant Nicolau.

L'any 1276 un exèrcit mudèjar encapçalat per Al-Azraq intenta prendre Alcoi, però és repel·lit i el seu cabdill mor en l'atac. No obstant això, els reforços cristians enviats des de Xàtiva patixen una severa desfeta que tindrà en escac tot el Regne. La defensa de la vila per part dels alcoians i la mítica intervenció de sant Jordi és el germen de les actuals festes de Moros i Cristians d'Alcoi, declarades d'interés turístic internacional el 1980, que se celebren cada any els dies 21, 22, 23 i 24 d'abril, si bé els primers actes festers de l'any es fan per diumenge de Pasqua, en un acte conegut com a La Glòria en què participa un fester de cada filà, així com totes les bandes de la ciutat. Des del diumenge de Pasqua fins al 21 d'abril (dia dels músics) se celebren totes les nits les populars filaetes, sort d'assaig per al dia gran de l'entrà amb participació de bandes de tot el País Valencià.
Altres activitats relacionades amb les festes són el trofeu filaes —competicions esportives de distints esports en què l'únic requisit exigit és pertànyer a la filà en què es participa— o la celebració del mig any fester quan només queda mig any per les festes.
L'Associació de Sant Jordi és la institució encarregada de l'organització de les Festes de Moros i Cristians en honor de Sant Jordi, baix els auspicis de l'Ajuntament.
Aquesta institució amb més de 10.000 associats, té els fins de fomentar el culte i devoció a Sant Jordi, organitzar les Festes al seu honor, conservar les tradicions de la gloriosa efemèride i realitzar actes culturals, educatius i cívics d'interés general i naturalesa anàloga.

### Bandes de música
La Festa, com se sol conèixer, seria impensable sense la participació dels músics. Alcoi té quatre bandes, alguna de les quals de les més antigues del País Valencià, i totes amb la seua pròpia acadèmia de música. Són la Banda Primitiva d'Alcoi Arxivat 2008-05-06 a Wayback Machine. (1830), la Societat Musical Nova d'Alcoi Arxivat 2008-12-12 a Wayback Machine.(castellà) (1848) i la Unió Musical d'Alcoi Arxivat 2007-09-15 a Wayback Machine. (1905), i la Agrupacó Musical el Serpis.
La importància de la música en les festes provoca l'aparició d'un gènere musical propi a finals del segle xix, època en què Alcoi era una població puntera en matèria artística tant des del punt de vista musical com a pictòric. Vegeu: Llista d'alcoians cèlebres.

### Cavalcada de Reis

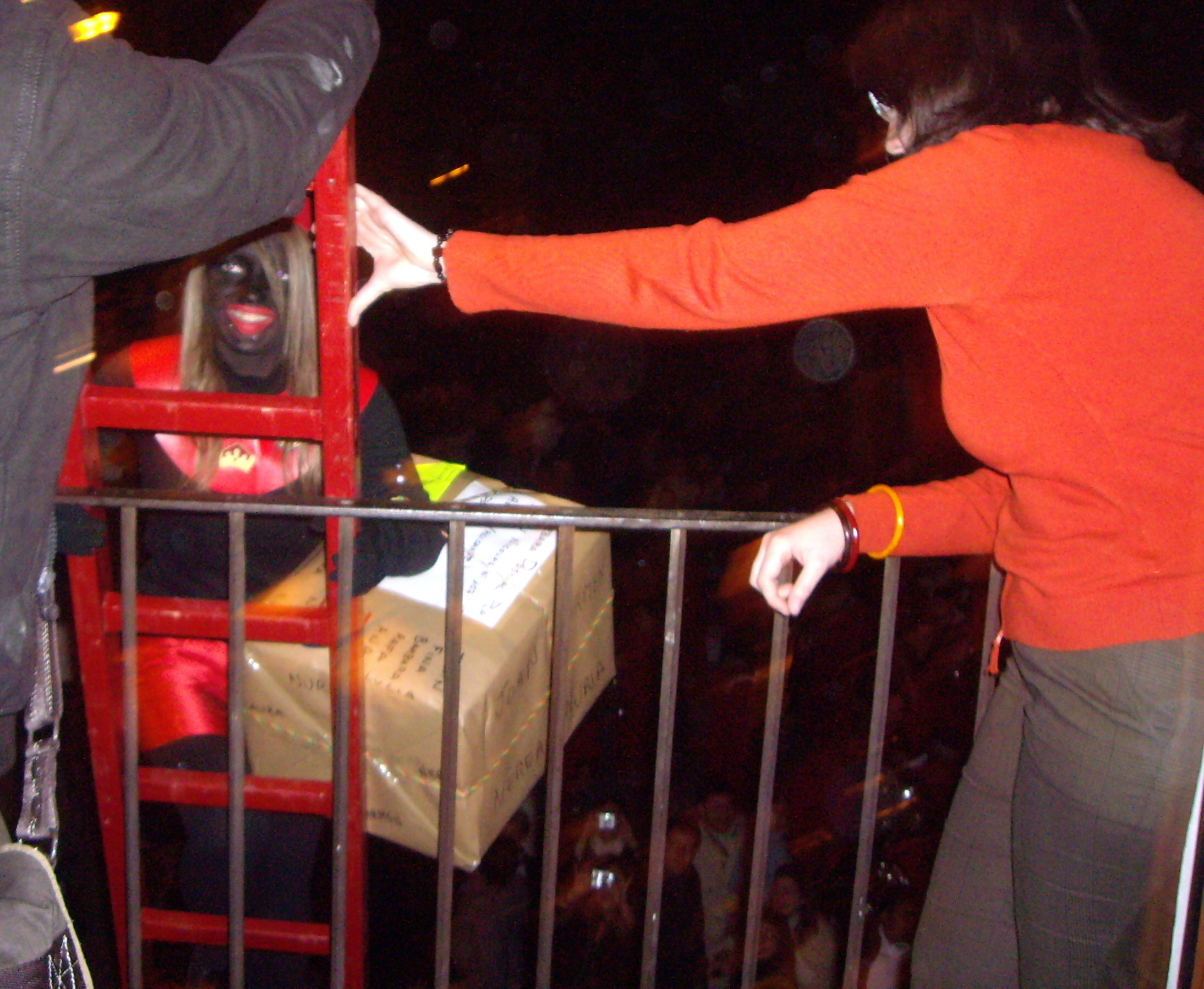
Patge de Ses Majestats pujant a un balcó amb regals la vespra del 5 de gener.

Molt activa és també la participació de la música en la segona festa en importància pels alcoians, molt vinculada a Nadal, com és la cavalcada dels Reis Mags, documentada com la més antiga del món i considerada festa d'interés turístic nacional. Aquesta festa es completa amb altres actes tradicionals l'origen dels quals es remunta al segle xix, com les pastoretes (matí del diumenge o del dia festiu anterior al 5 de gener), en què xiquets i xiquetes amb vestits de pastor acudixen a l'estable que hi ha en la plaça d'Espanya amb ramats d'ovelles i carros tirats per burretes. Data de l'any 1889. També se celebren les burretes (vespra del 4 de gener), durant les quals l'ambaixador de Ses Majestats Màgiques llig el Ban Reial per anunciar l'arribada dels Reis i els xiquets tiren la carta a unes bústies carregades a lloms de burretes perquè Ses Majestats lligen la carta. Per acabar els actes nadalencs, la vespra del 5 de gener es fa la cavalcada dels Reis Mags.

### Betlem de Tirisiti

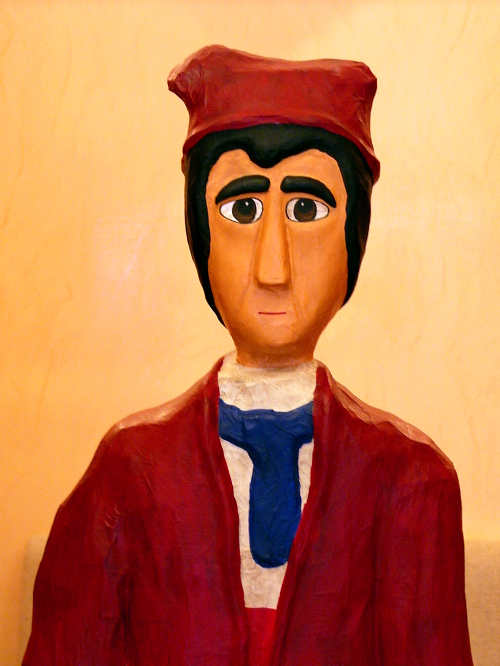
Tirisiti

Una altra peça imprescindible del Nadal alcoià és el popular Betlem de Tirisiti de titelles, molt lligat a les tradicions teatrals populars de l'arc mediterrani, que arreplega les tradicions populars alcoianes del segle xix. És de curta duració i està destinat al públic infantil, del qual es requerix la participació. Celebrat de Nadal a Reis durant tot el mes de desembre, és visitat per escolars de tot el País Valencià en sessions especials. Ha estat declarat Bé Immaterial d'Interés Cultural per la Generalitat Valenciana per mitjà del decret 192/2002, de 26 de novembre, i ha rebut l'alta distinció de la Generalitat Valenciana al mèrit cultural.

### Orgull LGTBI Alcoi
La primera celebració de l'orgull en Alcoi va tindre lloc el divendres 28 de juny de 2019, amb un format de concentració pels drets i llibertats de les persones LGTBI a la porta de l'Ajuntament d'Alcoi. Convocada per un grup de joves organitzats de forma lliure, amb el suport i participació del col·lectiu LGTBI MARIola i de diferents entitats socials.

### Altres festes
- Processó del patronatge de sant Maure Màrtir,[133] en memòria de la seua intercessió en els terratrèmols de 1620.
- Processó del Jesuset del Miracle (31 de gener). El 29 de gener de 1568, Joan Prats va entrar a l'església parroquial i furtà una capseta de plata amb quaranta hòsties, la custòdia del viàtic i un reliquiari; ho va amagar tot davall de l'escala que portava de l'estable a les habitacions de sa casa. Més tard hi hagué un juí en el qual no acaben de faltar punts foscos així com algun matís de tint xenòfob.
- Processó dels Xiulitets (Diumenge de Pasqua). A les sis del matí, els alcoians celebren la resurrecció de Crist. Una imatge de la Verge Maria corre a trobar-se amb una imatge de Crist sortint de la plaça d'Espanya i passant pel carrer Sant Nicolau, rodejada del soroll de petards i de botigetes plenes d'aigua que fan sonar el seu xiulit. Acaba en un castell de focs que desperta tota la població. També és coneguda com la processó de l'encare.
- La processó del Corpus, que actualment ha recuperat la participació dels Nanos i Gegants. Novè diumenge després del de Pasqua.
- Romeria a la Font Roja[134] (al setembre) al santuari de la Mare de Déu dels Lliris, patrona i alcaldessa d'Alcoi.
- Sopar del pobre. La vespra del sorteig de la loteria de Nadal.
- La volta als ponts és un costum molt alcoià. Es tracta de fer un passeig eixint des de la plaça d'Espanya pel carrer Sant Llorenç; s'arriba a la casa de la cultura i es passa per l'avinguda del País Valencià fins al pont de Cristina. Es travessa el passeig de Cervantes i el pont de Sant Roc i per l'Alameda es va fins a la plaça de la Constitució, coneguda popularment com La Rosaleda. Es gira a mà dreta, s'encreua el pont de Sant Jordi i pujant per Sant Tomàs s'arriba de nou a la plaça d'Espanya, la popular bandeja. El passeig passa pels barris del centre, Santa Rosa, Eixample i de nou el centre.

Com a ciutat tradicionalment industrial, Alcoi ha estat molt vinculada amb Catalunya a través del comerç, fins al punt que l'ús de la barretina era molt popular en el segle xix; sense anar més lluny, el mateix Tirisiti en fa ús. Altres costums comuns són la celebració del segon dia de Nadal, el dia de la mona (diumenge de Pasqua) o portar l'aliança en la mà esquerra.
Com que la referida relació multisecular és ben intensa en qualsevol parcel·la, cal dir que si Alcoi és la més catalana de les ciutats valencianes (Sant Jordi, el tèxtil, el modernisme, l'hoquei patins…), Sabadell és, sens dubte, la més alcoiana de totes les ciutats catalanes.

## Gastronomia[136]

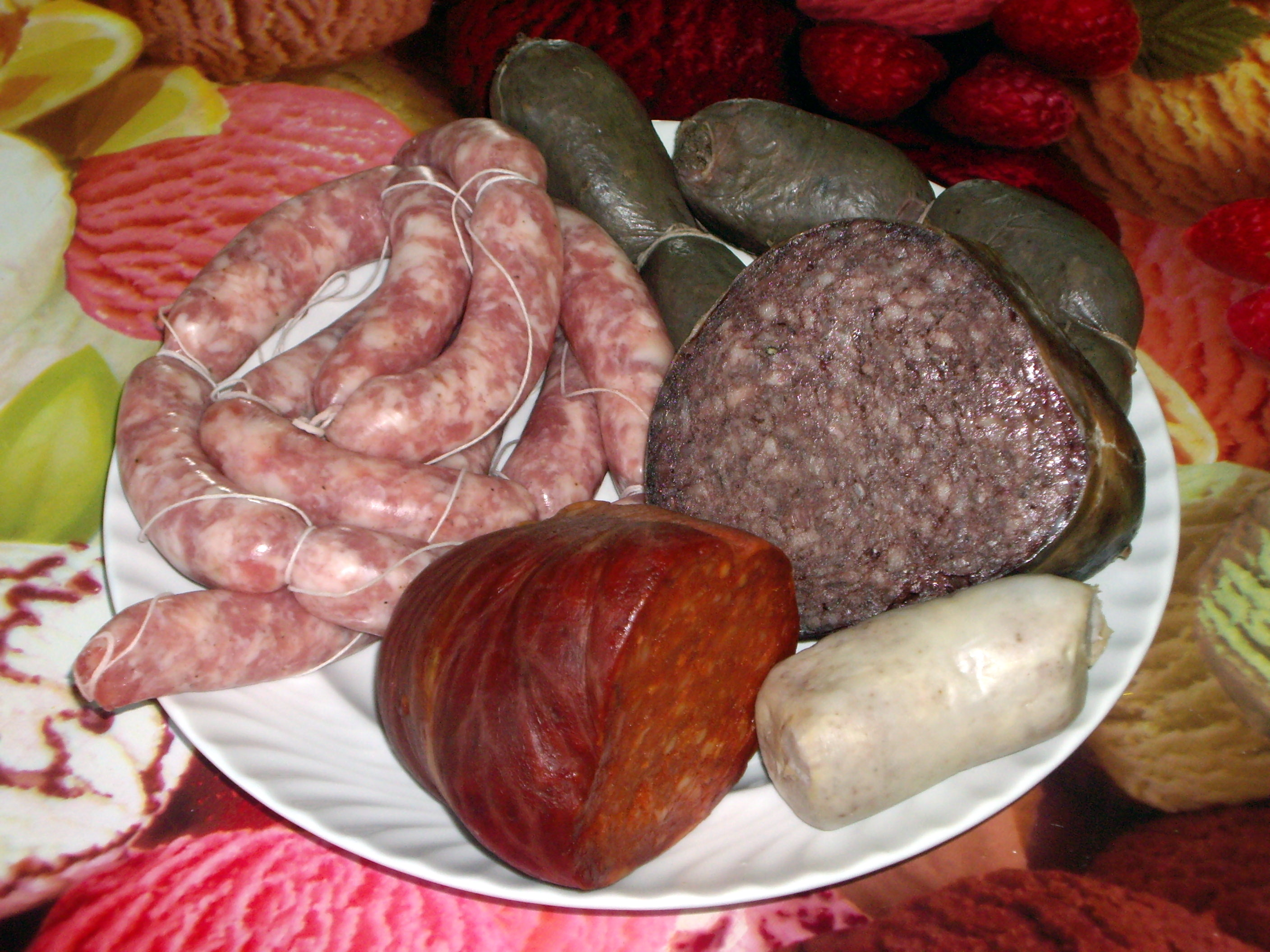
Embotits d'Alcoi. Llonganisses, botifarres de ceba, poltrota, blanquet i sobrassada

Tradicionalment a la ciutat s'ha practicat, a casa o fora, el que a Alcoi es denomina la picaeta, basada en les taretes, forma col·loquial d'anomenar les tapes dels bars, que a diferència d'altres llocs com Madrid o Andalusia són de pagament. El més habitual, però, és menjar o sopar als bars a base de tapes en compte de demanar un entrant i un plat.
Els dos plats per antonomàsia de la cuina alcoiana són l'olleta alcoiana i les bajoques farcides, poc conegudes fora d'Alcoi, així com la particular pericana. Actualment bona part de l'economia alcoiana està basada en la fabricació d'olives farcides, embotits, dolços (ametles confitades, conegudes com a pelaïlles) i licors, com el café licor o l'herberet, fet amb anís dolç i herbes macerades provinents de la serra de Mariola. La distribució d'aquests productes, exceptuant les olives, rares vegades supera les fronteres provincials o regionals. Altres plats típicament alcoians són les calaveres en bufanda i la borreta.

## Esport
- Futbol. No es pot parlar de l'esport alcoià o simplement parlar de la ciutat sense que es faça una menció a la popular dita "Tindre més moral que l'Alcoià", encunyada en la dècada de 1940-1950, quan el Club Deportivo Alcoyano,[137] fundat l'any 1929, va obtindre els seus millors triomfs. Milità en divisió d'honor les temporades 1944-1945, 1947-1948 i 1948-1949, i el 1941 va aconseguir el subcampionat d'Espanya d'Afeccionats.[138] En l'actualitat es troba en segona divisió b de la lliga espanyola de futbol, i la seua seu és el Camp Municipal del Collao.
- Patinatge. Fundat el 1951 i molt unit al col·legi dels salesians del centre, el club insígnia de la ciutat és el Patín Alcodiam Salesiano o PAS Alcoi. Adscrit a la Federació de Patinatge de la Comunitat Valenciana, la seua activitat esportiva principal és l'hoquei sobre patins, tot i que també té secció de patinatge artístic. L'equip coneix els seus millors triomfs en la dècada dels cinquanta, i en els últims temps s'ha revitalitzat de manera notable: en la temporada 2004-2005 l'equip d'hoquei ascendix a l'OK Lliga i es classifica per la Copa del Rei, amb una actuació que el convertix en l'equip revelació de la temporada.[139] En la Copa del Rei de 2007 va ser l'equip amfitrió, tot i que va ser eliminat pel Noia Freixenet (5-3) en quarts de final al pavelló Francisco Laporta. Descendix de categoria en la temporada 2006-2007. Actualment milita en la primera divisió de hockey espanyol.
- Alcoi 100 en 24.[140] L'any 2006 l'Escola Politècnica Superior d'Alcoi va organitzar Alcoi 100 en 24, un esdeveniment esportiu que consistix a recórrer 100 quilòmetres de senderisme entre els paratges naturals d'Alcoi en un màxim de 24 hores. No es tracta d'una prova competitiva, sinó que s'anima els participants a superar un repte personal al mateix temps que es gaudix, es coneix i es valora l'entorn natural de la zona. La segona edició de la prova (també organitzada per l'EPSA) es va celebrar el 3 de març de 2007 amb uns dos-cents participants de tot Espanya. A diferència de la primera, esta edició també tenia un recorregut alternatiu per bicicleta de muntanya (BTT). La tercera edició, amb caràcter internacional, s'ha celebrat el 8 de març de 2008.

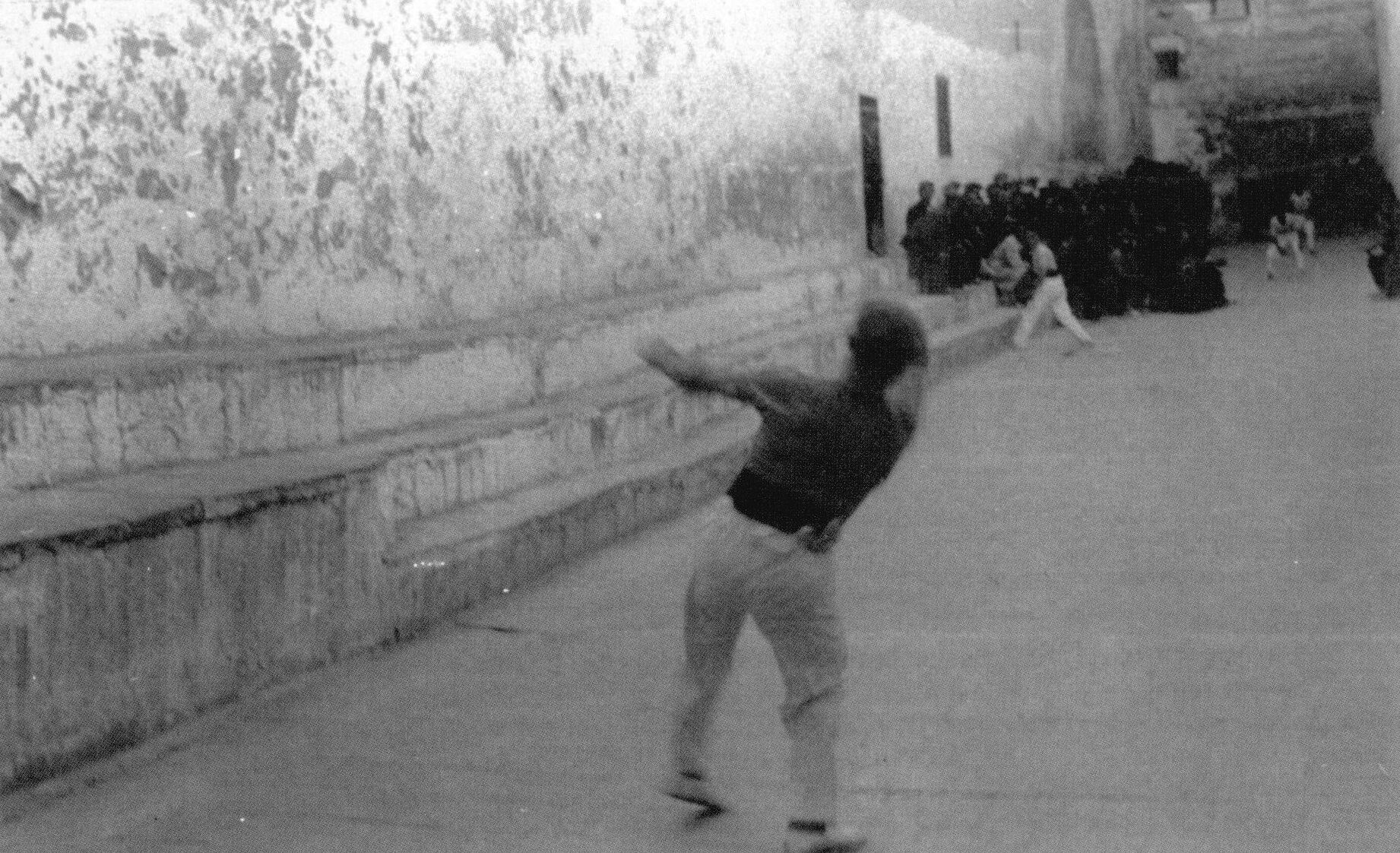
Partida de pilota al trinquet de la Cova Santa

- Pilota valenciana. Amb el rei Jaume I arriba a aquestes terres el joc de la pilota. A principis del segle xiv, arran de la primera ampliació de la vila en el raval vell es construïxen tres places: la Placeta del Ferrer, la de Sant Jordi i la del Jugador de Pilota. Al segle xviii hi havia un segon trinquet prop del carrer de la Cordeta, pel portal d'Alacant, i el 1863 se n'inaugurà un tercer, conegut com el trinquet de la Cova Santa, desaparegut l'any 1975. De pilotaris alcoians cal destacar, al segle xix, el Roig d'Alcoi, i, al segle xx, Adolfo Silvestre Gandia, Boixet, i Rafael Malchirant Sanz, Xulla.[141]
- Altres. Mereixen menció en aquest apartat el Centre Excursionista d'Alcoi; el Club Ajedrez Alcoy, fundat l'any 1930 i campió d'Espanya absolut per equips el 1965,[142] i el Club Noubrot Bàsquet Alcoi

## Alcoians cèlebres

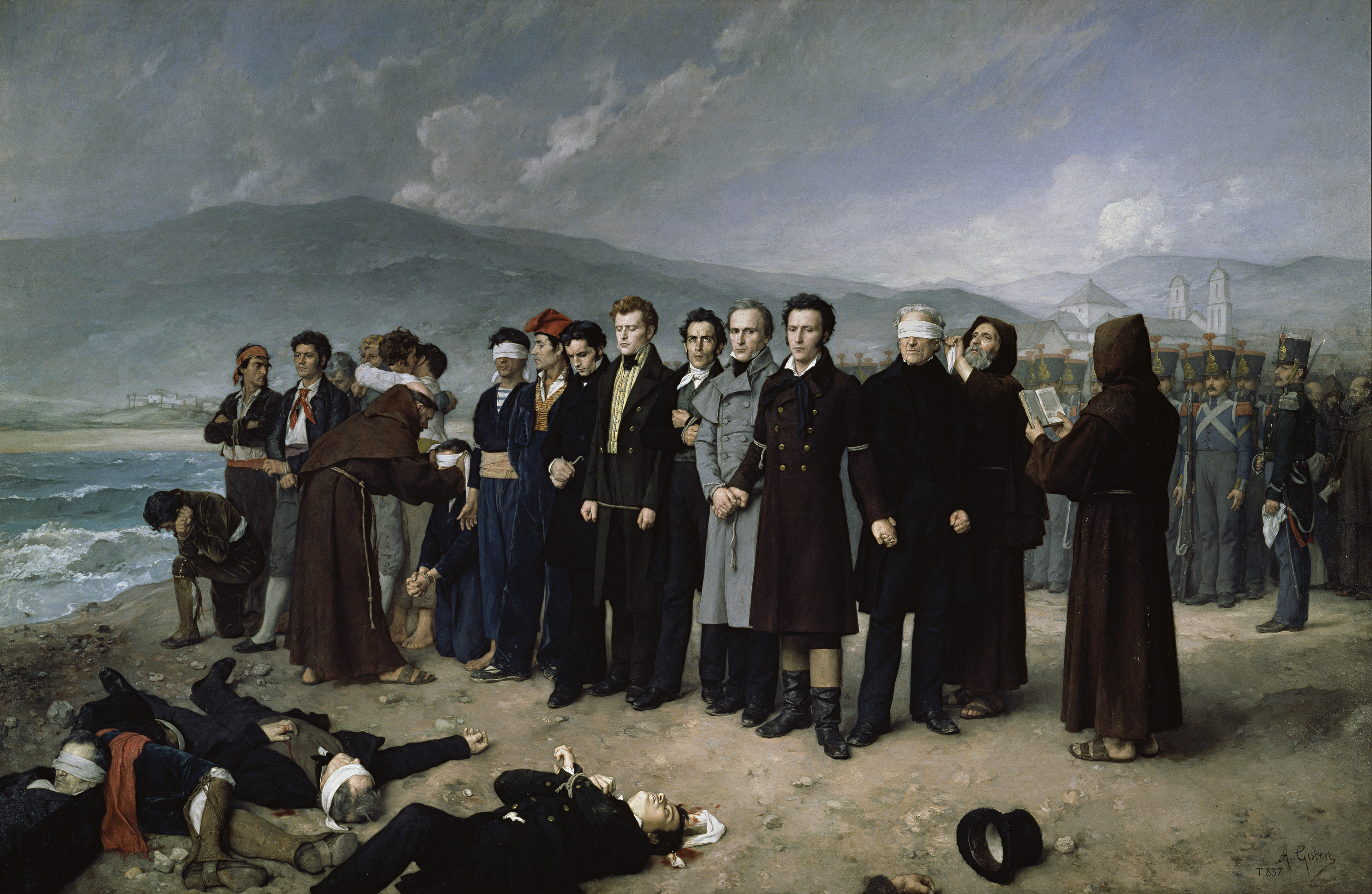
L'afusellament de Torrijos i els seus companys en la platja de Màlaga, obra d'Antoni Gisbert Pérez

Des de molt prompte, ja al segle xiv, es van creant unes condicions que permeten que a finals del segle xix Alcoi siga una de les ciutats industrials punteres del País Valencià i d'Espanya, fins al punt que arriba a pugnar amb Alacant per la capitalitat de la província en els temps d'Isabel II.
Per tot això les classes acabalades creen un entorn propici a l'activitat tant artística com política, amb la proliferació de periòdics de diverses tendències i una activitat sindical excepcional, a l'altura de ciutats com Barcelona a pesar de la seua escassa població. Durant la Primera República, Alcoi es va situar al capdavant dels conflictes socials. La classe obrera es va organitzar i va ser la primera a albergar una seu espanyola de la Primera Internacional dels Treballadors (AIT). També el segle xx és prolífic en aquest sentit, malgrat la crisi industrial de 1985.
En una petita mostra d'alcoians cèlebres no hi poden faltar els pintors Gisbert, Ferran Cabrera Cantó o Emili Sala Francés, així com el litògraf Antoni Pasqual Abad o el renomenat cantant Camilo Sesto. A la seua altura hi ha el catedràtic de composició a Madrid Joan Cantó Francés, els compositors Amand Blanquer i Ponsoda, Jaume Lloret Miralles, el cantaor Evaristo Payà i Cabanes (Alcoi, 15 d'octubre de 1874 - València, 8 de maig de 1951) ; i Rafael Mullor Grau, el ministre republicà Joan Botella Asensi, el químic pare Eduard Vitòria, els poetes Joan Valls o Juan Gil-Albert, l'escriptora Isabel-Clara Simó, l'escriptor Carles Cortés, la ballarina i coreògrafa Sol Picó, el cantautor i actor Ovidi Montllor, el bisbe Rafael Sanus Abad, els actors Pep Cortés i Juli Mira, el grup de música Verdcel i un llarg etcètera.
Com a esportistes de renom, en el terreny individual destaquen els futbolistes Francisco Alcaide Davia, Francisco José Carrasco i Ángel Pérez Soler, fundador del Club Deportivo Alcoyano; el pilotari Adolfo Silvestre García, Boixet; Máximo Gilabert Molines, jugador, tècnic i comentarista de rugbi (Alcoi, 1917 - Buenos Aires, 1992), que també fou cap de premsa del Comitè Olímpic Argentí. Recentment, Nico Terol s'ha convertit en el primer alcoià que ha pujat a un podi en el Campionat del Món de motociclisme de velocitat, concretament en la categoria de 125 cc.